# 重庆大学
29°34′0″N 106°27′52″E / 29.56667°N 106.46444°E
重庆大学（英語：Chongqing University），简称重大，旧称四川省立重庆大学、国立重庆大学，位于中国重庆市，是教育部直属，是一所以理工学科为侧重点的综合性大学。重庆大学在1929年由中华民国军事将领刘湘创办，校址最初设于渝中区菜园坝，1933年迁至现址沙坪坝区嘉陵江江畔。2000年，原重庆大学、重庆建筑大学、重庆建筑高等专科学校合并组成新的重庆大学。
重庆大学是中华人民共和国顶尖高校之一，是双一流A类和原985工程、原211工程重点建设大学，同時入选2011计划、111计划、卓越工程师教育培养计划、卓越法律人才教育培养计划、海外高层次人才引进计划、中国政府奖学金来华留学生接收院校、教育部来华留学示范基地、国家建设高水平大学公派研究生项目。
该校也是中俄工科大学联盟、國際商管學院促進協會、工商管理硕士协会、歐洲質量改善系統、中英大学工程教育与研究联盟、重庆市大学联盟、中国酿酒高校联盟、卓越大学联盟成员。是中国著名的建筑老八校和电气五虎之一。

## 历史

### 省立重庆大学时期

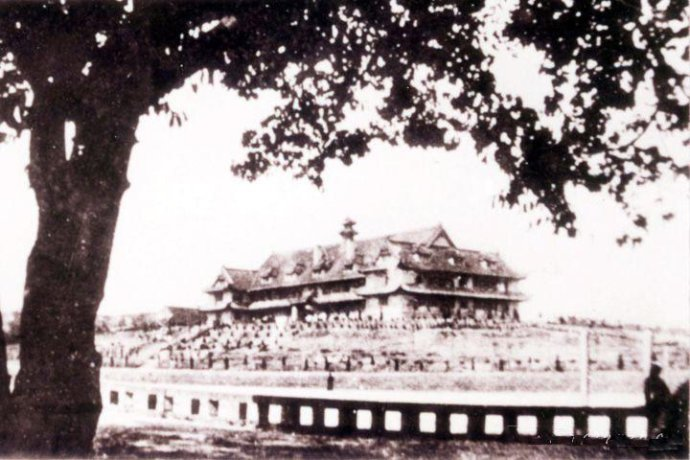
1933年建成时的理学院楼
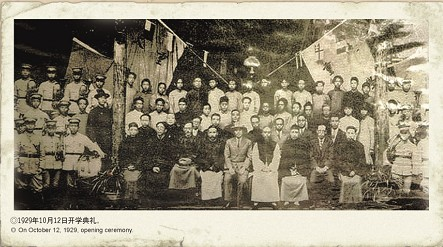
1929年10月12日重庆大学开学典礼
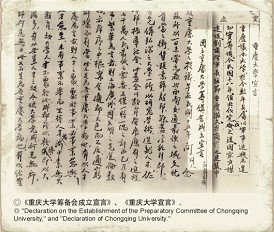
重庆大学建校宣言
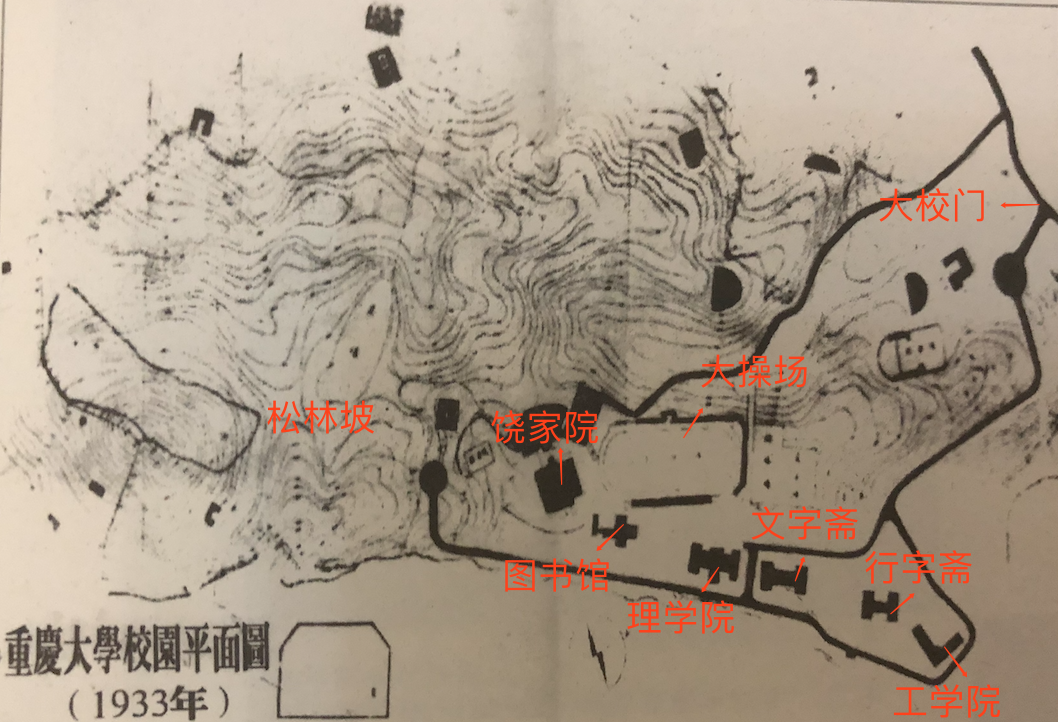
1933年重庆大学建成时平面图

1926年，“全川善后大会”通过成渝两新建大学定案，确立在成渝两地兴建成都大学和重庆大学。
1928年，成都大学设立成功后，一批川东籍的教师由成都返回重庆筹划在重庆设立一所大学，随后成立了重庆大学促进会并寻求当时主政四川军阀刘湘获取支持。刘湘同意后，确定以猪肉捐的形式募集学校经费。
1929年10月12日，重庆大学首期预科两个班级在菜园坝杨佳花园举行开学仪式，宣告重庆大学成立。同时并选举刘湘为重庆大学首任校长，并选定沙坪坝为重庆大学永久校址。发布《重庆大学成立宣言》：
“重庆外受江汉委输，内作川康绾榖，北通关陕，南达黔中，商货殷阒，华洋萃集。又两江滨带，蒸汽易施，大小工厂，岁月兴立。如使工商两业缺乏人才，则操奇计赢，不足与外人兢进，技师工匠，亦必向远方征求，财贿外流，大利坐丧。如于重庆大学设置工商两科，数年之后，阛阓必多通才，制作必臻美利。盖商场工厂，触目即是，实地练习，功倍可期。而一埠之中，忽有此最高学府，增多数十大学教授，聚集数百专科学生，大足供工商业之参稽，资其借镜，厥备顾问。于以增进本埠之繁荣，拓殖西南之福利 ，其为关系，又至重钜也。 顾全川百四十六县，几乎县有中学，县岁毕业，至少以数十人计，即一年内的当有二千以上须升学之中学生。成都可升之校，每苦不能悉纳，且川东各县，距成都远者二千里而遥，水陆间阻，往返艰难，东下宁沪，北上平津，则省外生活奇昂，资斧更不容易，以是中学毕业，东西顾望，怆然辍学者，不知凡几。故自川东言，如只主持设立成大，而不筹设重庆大学，则是当局之偏东也。自全川言，如谓成都设有大学已足，不必再设重庆大学，则是川人之陋也。抑有进者，人类之文野，国家之理乱，悉以人才为其主要之因。必人才日出，然后事业日新，然后生机永畅。世界所以进化无疆，国家所以长存不敝，胥赖于此。使世无须才，则虽洪荒草昧，终古不开可也；使国无须才，则虽保国羽民，逮今不灭可也。故昔之言国者也：乌合之众，不足当技击之士，技击之士，不足当节制之师。今之言国者曰：野蛮之民，不足当半开化之邦；半开化之邦，不足当文明全盛之 国。今察欧美各邦，疆域或小于我，广土众民，西驾德意，东媲日本，而惟省会始有大学，其他各省尚有并一大学而无之者，以此而求国际平等，抗拒侵略，我实不兢，于人何尤？且中学毕业，难言成才，如遂听其废阁，则沉珠于水，埋玉于璞，弃宝实乡。若国家地方之事，尽以此未成熟之才为之，复无多数智术高深，德性坚定之士为之指导，则直贼夫人之子兼害于尓家，凶于尓国，今日现象已呈如此，凡具深识，能无隐忧？友邦人士，既告我矣，曰今日中国所最缺乏者为领导人才，苛不河汉斯言，则筹设重庆大学，以树西南风声者，尤为不可以也。”
1933年，理学院楼落成，重庆大学正式迁入迁沙坪坝至今。学校位于嘉陵江畔，靠近石门大桥。
1935年，重庆大学已开设文、理、农三所学院，同年几经争取改设为四川省立重庆大学。

### 联合办学时期
1937年，卢沟桥事件爆发，日本发动全面侵华战争，至同年11月淞沪会战失利，南京告急。因此国立中央大学和国立中央工业学校内迁重庆，由重庆大学在松林坡贡献200亩地给两校新建校舍联合办学。联合办学期间师资重庆大学和中央大学师资共享，学分互认，联合为当时的中国培养了大批的紧缺人材。

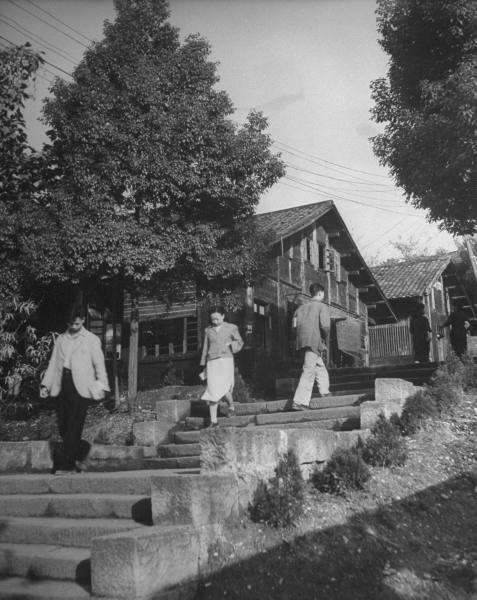
国立中央大学（重庆）
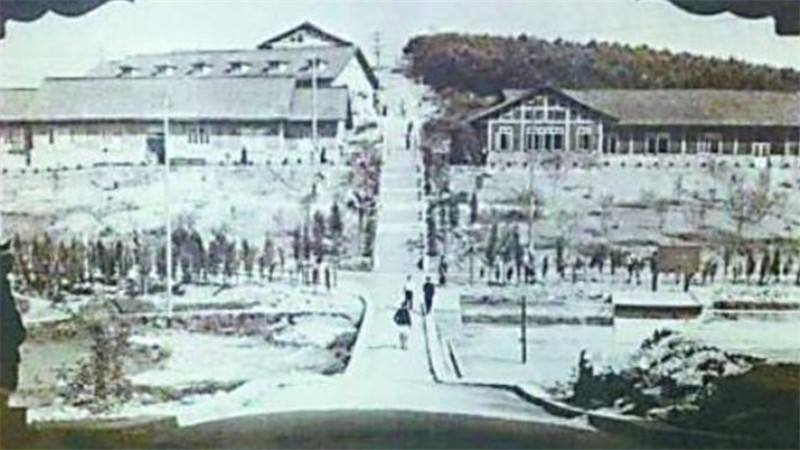
国立中央大学（重庆）
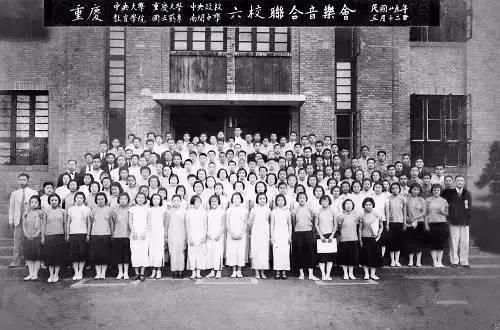
重庆大学和中央大学等六校联合音乐会
重庆大轰炸中工学院中弹照片

1937年11月，国民政府主席林森宣布迁都重庆，随后一大批教授如马寅初、李四光、卢作孚、周均时、吴冠中等随政府内迁并成为重庆大学教员。
1938年，林森抵达重庆后参观重庆大学并为重庆大学题写校名。同年，周恩来赴重庆大学，并于抗战大礼堂进行了《第二期抗战形势》演说。
1939年3月8日，邓颖超应重庆大学、中央大学等邀请赴重庆大学，在理学院楼大礼堂演讲。5月31日，汪精卫投敌致使抗日形式急转直下，蒋介石暂借重庆大学理学院楼办公。9月9日至18日，中华民国国民参政会第一届第四次大会在重庆大学理学院楼礼堂举行，蒋介石出席会议并发表演讲，大会通过了《声讨汪逆兆铭案》议案。
1938年-1943年，日本对重庆进行了无差别轰炸，其中工学院楼三次中弹而不倒被誉为重大学子愈炸愈强的精神象征。轰炸期间，学生们平时正常学习，战时在防空洞内躲避并坚持学业，教授李四光于在工学院楼地下室生活工作，徐悲鸿在重庆大学地下防空洞点灯完成了《巴人汲水图》，而工学院院长冯简带领工程师完成了远东战区唯一短波电台中国国际广播电台（又名“重庆之蛙”）的修建。时至今日依旧能够看到工学院楼修复后的痕迹。

### 国立重庆大学时期

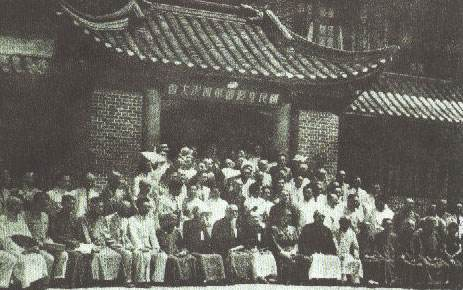
国民参政会第一届第四次大会于理学院楼留影
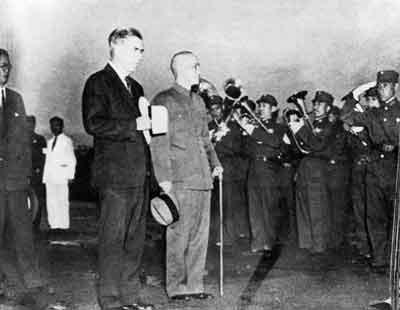
美国副总统华莱士到访重庆并于重庆大学演讲
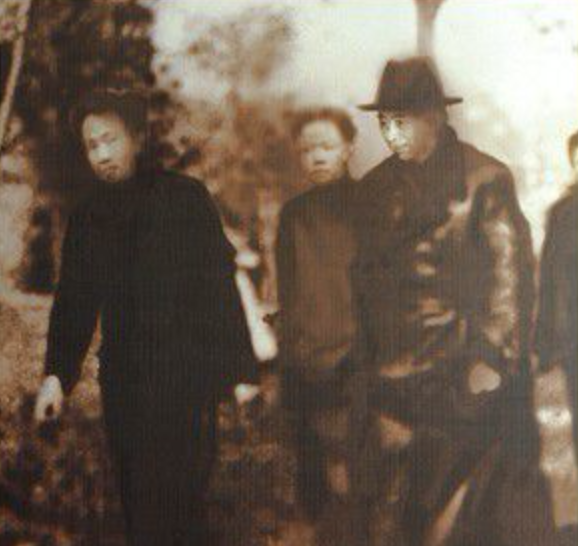
周恩来受邀第二次来到重庆大学演讲留影
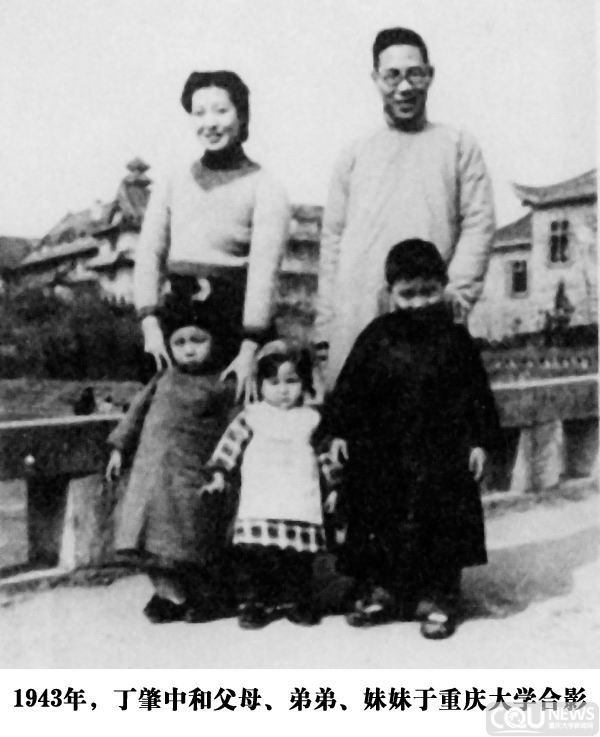
丁肇中和父母在重庆大学合影
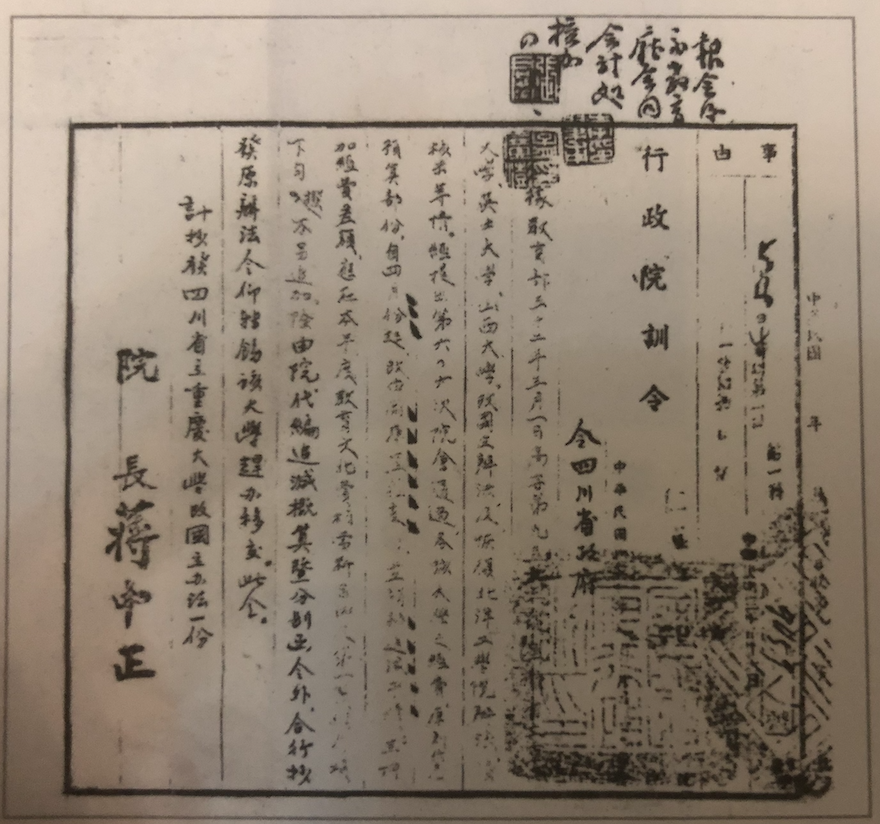
重庆大学改国立大学行政院令

1941年9月4日，因新任校长人选问题，学生和当局发生多次严重冲突，国民政府下令解散重庆大学并入国立中央大学。后经过多方反复沟通，于12月确立将重庆大学改为教育部直管案。
1942年12月，国民政府教育部正式定为国立重庆大学；
1944年6月，时任美国副总统华莱士到访重庆大学于重庆大学理学院楼前和中央大学抗战大礼堂发表演讲；
1945年8月15日，日本无条件投降，“重庆之蛙”中国国际广播首先向全国播送获胜消息。同年，重庆大学学子何其忱驾驶“美龄”号专机赴芷江参与日军受降仪式。
1946年，内战爆发前夕，周恩来第二次来到重庆大学并发表抗日救亡演讲“中国民主运动的问题”。同年8月，国立中央大学由民生公司托运还校南京，中央大学校舍并入重庆大学，国立中央工业学校留驻重庆，三校联合办学结束。解放后并入重庆大学和重庆建筑大学。
1947年，工学院院长冯简借代表中国出席巴黎国际文教会议之机，经挪威进入北极圈内进行考察，是中国人第一次进入北极地区考察。同年国民政府当局将重庆中央医院附属沙磁医院改组成为重庆大学医学院附属沙磁医院。10月10日，由重庆大学教授黎伦杰设计的“抗战胜利记功碑”在重庆落成。
到1949年，重庆大学经过20年发展，成为了一所拥有文、理、工、商、法、医6个学科大类，21个系科，在国内外享有较高声誉的综合性大学。

### 人民共和国时期

#### 人民共和国初期

重庆大学开挖民主湖

1949年重庆战役前夕，重大等校4,000多人，在团结广场高唱《团结就是力量》，举行了声势浩大的请愿示威活动。同年11月27日，重庆解放，中共中央西南局接管国立重庆大学，并更名为重庆大学。
1952年的全国院系调整，重庆大学的文、理、商、法、医五个学院及工学院中的土建系、化工系等被调整到其它高校，并入其它学校的部分工科专业，从而成为了一所多科性工业大学。同年西南工业学校（原国立中央工业学校）拆分后并入重庆大学和重庆建筑工程学院。
1956年，重庆大学地质系整体搬迁至成都，与西北大学、南京大学、北京地质学院（现中国地质大学）、长春地质勘探学院（现吉林大学）、交通大学地质相关科系组建成立成都地勘院（今成都理工大学）。
1960年，重庆大学被国家确定为全国重点大学。截止1966年，全校共有6个系、15个专业。
1978年后，重庆大学开始了全面的恢复调整和改革，新增了经、管、文、法、艺术、体育类专业，学校由一所教育部直属的多科性全国重点工业大学发展成为文、理、工、经、管、法等多学科综合性全国重点大学。

#### 改革开放后
1996年，成为教育部“211工程”的高校之一。
2000年5月31日，分属教育部的重庆大学、建设部的重庆建筑大学、中国建筑工程总公司的重庆建筑高等专科学校合并组成新的重庆大学。
2001年，成为教育部和重庆市共建的国家“985工程”重点建设高校。
2004年，被确定为党委书记和校长列入中央管理的高校（中管高校），为教育部直属高等学校。
2008年，教育部与重庆市人民政府签订了《中华人民共和国教育部、重庆市人民政府关于继续重点共建重庆大学的协议》。协议明确提出，重点推动重庆大学若干学科达到或接近国际一流学科水平，尽快把重庆大学建设成为一所国际知名的高水平研究型大学。
2011年毕业典礼上，校长林建华提出将重庆大学建设为“中国最好的大学之一”的办学目标。2015年4月的“双一流”建设布置会上，校党委书记欧可平提出重庆大学“世界高水平大学”的建设目标；其后在2016级毕业典礼上，校党委宣传部提及重庆大学建设“中国特色世界一流大学”；
2017年9月，重庆大学入选建设“世界一流大学”A类名单。同年重庆市肿瘤医院（原重庆大学沙磁医院）回归成为重庆大学附属医院，重庆第四人民医院挂牌重庆大学附属医院。自此重庆肿瘤医院回归重庆大学体系，重庆大学恢复国立大学时期“文、理、工、商、法、医”的所有学部。

2020年12月18日，经中华人民共和国教育部批准，原由重庆大学管理的独立学院重庆大学城市科技学院脱离该校管理，并转设为民办普通高等学校重庆城市科技学院，由重庆百年光彩科技园有限公司全资持有。

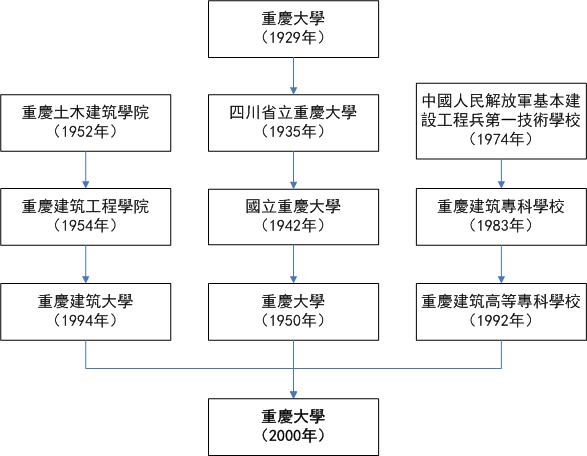
重庆大学校史沿革

### 历任校长

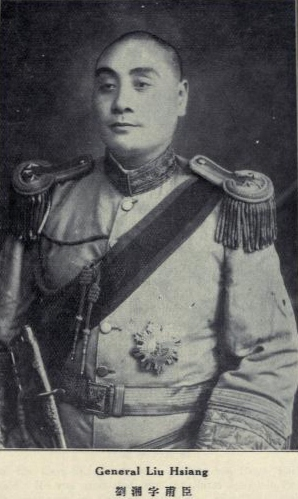
刘湘，中华民国军事将领，重庆大学首任校长

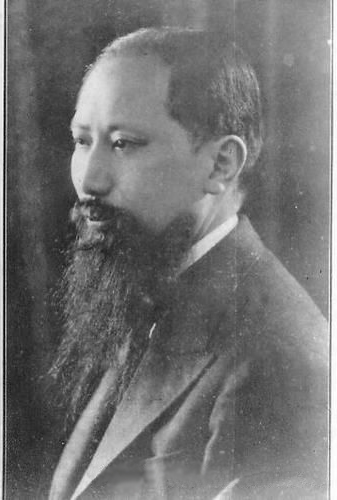
胡庶华，教育家、冶金学家，重庆大学第二任校长

## 文化传统

### 学校文化
| 校训 |
| --- |
| 耐劳苦、尚俭朴、勤学业、爱国家。 |
| 办学宗旨 |
| 研究学术、造就人才、佑启乡邦、振导社会 |
| 校风 |
| 团结、勤奋、求实、创新 |
| 学风 |
| 求知、求精、求实、求新 |
| 校歌 |
| 作于1936年 作词：胡庶华 作曲：许可经 江汉思禹功，教化溯文翁。 学府宏开，济济隆隆。 考四海而为俊，障百川而之东。 研究科学，振兴理工。 启兹天府，积健为雄。 复兴民族兮，誓作前锋。 |

### 校徽
|                               |                                                          |                                            |
| 创校时期                      | 20世纪30年代                                             | 20世纪40年代                               |
| 重庆大学 Chungking University | 四川省立重庆大学 Sichuan Provincial Chungking University | 国立重庆大学 National Chungking University |

### 历任校长[30]
| \| 职务 \| 姓名 \| 任期 \| \| ---------------- \| ------ \| ---------------------------- \| \| 重庆大学 \| \| \| \| 第一任校长 \| 刘湘 \| 1929年10月-1935年 8月 \| \| 四川省立重庆大学 \| \| \| \| 第二任校长 \| 胡庶华 \| 1935年 8月-1938年 7月 \| \| 第三任校长 \| 叶元龙 \| 1938年10月-1941年 7月 \| \| 国立重庆大学 \| \| \| \| 第四任校长 \| 张洪沅 \| 1941年 9月-1949年11月 \| \| 重庆大学 \| \| \| \| 第五任校长 \| 何鲁 \| 1950年 3月-1952年11月 \| \| 第六任校长 \| 郑思群 \| 1956年 7月-1966年 8月 \| \| 第七任校长 \| 曾德林 \| 1978年 4月-1980年 5月 \| \| 第八任校长 \| 何文钦 \| 1980年 5月-1982年 4月 \| \| 第九任校长 \| 江泽佳 \| 1982年12月-1986年12月 \| \| 第十任校长 \| 顾乐观 \| 1986年12月-1992年 8月 \| \| 第十一任校长 \| 吴云鹏 \| 1992年 8月-1996年 8月 \| \| 第十二任校长 \| 刘飞 \| 1996年 8月-1997年 7月 \| \| 第十三任校长 \| 吴中福 \| 1997年 7月-2003年 1月 \| \| 第十四任校长 \| 李晓红 \| 2003年 1月-2010年 12月 \| \| 第十五任校长 \| 林建华 \| 2010年 12月-2013年 6月25日 \| \| 第十六任校长 \| 周绪红 \| 2013年 6月25日-2018年 1月3日 \| \| 第十七任校长 \| 张宗益 \| 2018年 1月3日-2022年 3月31日 \| \| 第十八任校长 \| 王树新 \| 2022年 6月2日至今 \| |        |                              |
| 职务 | 姓名   | 任期                         |
| 重庆大学 |        |                              |
| 第一任校长 | 刘湘   | 1929年10月-1935年 8月        |
| 四川省立重庆大学 |        |                              |
| 第二任校长 | 胡庶华 | 1935年 8月-1938年 7月        |
| 第三任校长 | 叶元龙 | 1938年10月-1941年 7月        |
| 国立重庆大学 |        |                              |
| 第四任校长 | 张洪沅 | 1941年 9月-1949年11月        |
| 重庆大学 |        |                              |
| 第五任校长 | 何鲁   | 1950年 3月-1952年11月        |
| 第六任校长 | 郑思群 | 1956年 7月-1966年 8月        |
| 第七任校长 | 曾德林 | 1978年 4月-1980年 5月        |
| 第八任校长 | 何文钦 | 1980年 5月-1982年 4月        |
| 第九任校长 | 江泽佳 | 1982年12月-1986年12月        |
| 第十任校长 | 顾乐观 | 1986年12月-1992年 8月        |
| 第十一任校长 | 吴云鹏 | 1992年 8月-1996年 8月        |
| 第十二任校长 | 刘飞   | 1996年 8月-1997年 7月        |
| 第十三任校长 | 吴中福 | 1997年 7月-2003年 1月        |
| 第十四任校长 | 李晓红 | 2003年 1月-2010年 12月       |
| 第十五任校长 | 林建华 | 2010年 12月-2013年 6月25日   |
| 第十六任校长 | 周绪红 | 2013年 6月25日-2018年 1月3日 |
| 第十七任校长 | 张宗益 | 2018年 1月3日-2022年 3月31日 |
| 第十八任校长 | 王树新 | 2022年 6月2日至今            |

## 校区设置

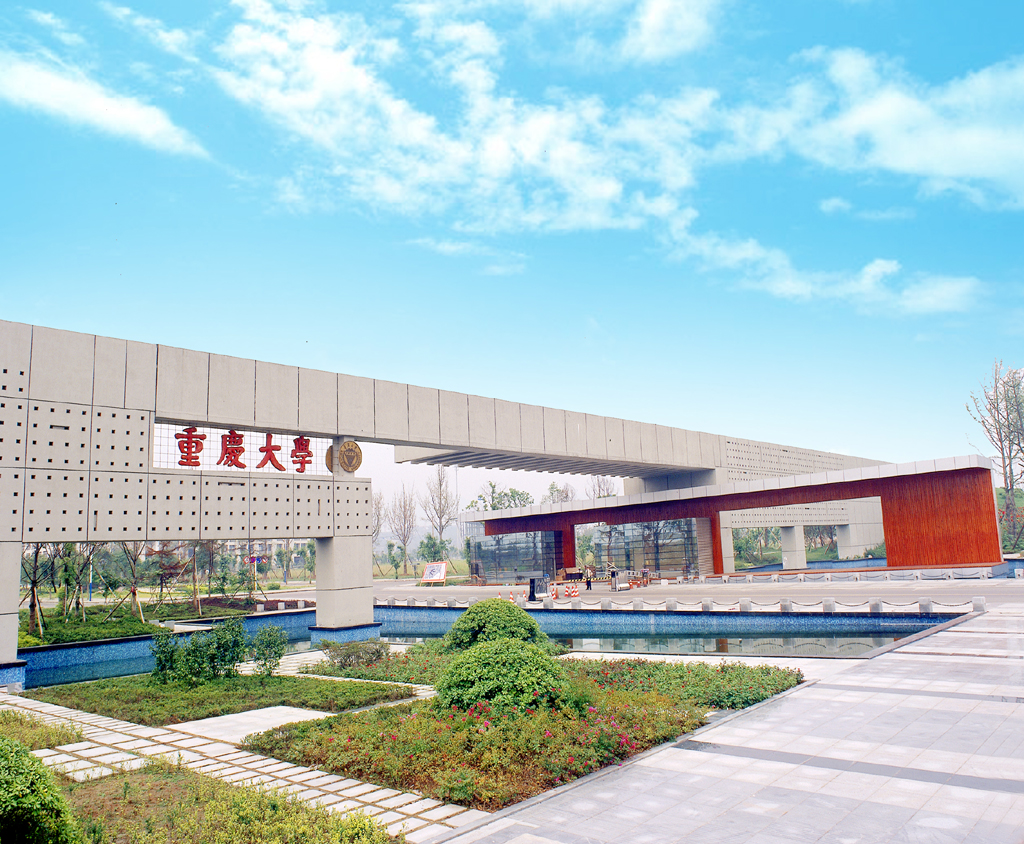
重庆大学D区

经过多年的建设和发展，重庆大学现有四个校区，均位于重庆市传统的教育文化中心沙坪坝区。其中A区、B区和C区位于沙坪坝老城区，为老校区。D区和E区则分别位于位于虎溪街道重庆学城和渝北两江新区，是两个新建设的校区。

### 校本部（A区）
校本部即原来的国立重庆大学所在地，位于重庆市沙坪坝区嘉陵江畔。重庆大学创办时最初的校址位于渝中区菜园坝，1933年迁至现址。1935年5月重庆大学获原中华民国教育部核准升为省立大学，称四川省立重庆大学。1937年重庆市成为民国战时陪都，重大整合教育资源，名师云集，得以快速发展，1942年获准升为国立大学，称国立重庆大学，成为中华民国33所国立大学之一。中华人民共和国成立后，中央教育部敕令大陆所有国立大学一律去掉“国立”二字，恢复建校时的原名重庆大学。1960年10月22日，重庆大学成为全国重点大学。1997年6月18日重庆市正式成为中国大陆第四个直辖市，重大得以再次快速发展，并于1997年12月成为全国211工程院校，2001年9月28日成为全国985工程院校。目前重大的主要管理机构及科研机构均位于校本部A区，也是主要的研究生教育基地，文理学部、工程学部、信息学部的主要院系都设立在A区，另外还有机械传动国家重点实验室、重大-SRI生物化学联合实验室等研究机构设立在此。重庆大学校本部保留了大量民国时期和苏联援华时期建筑，重庆大学近代建筑群入选中国20世纪建筑遗产。

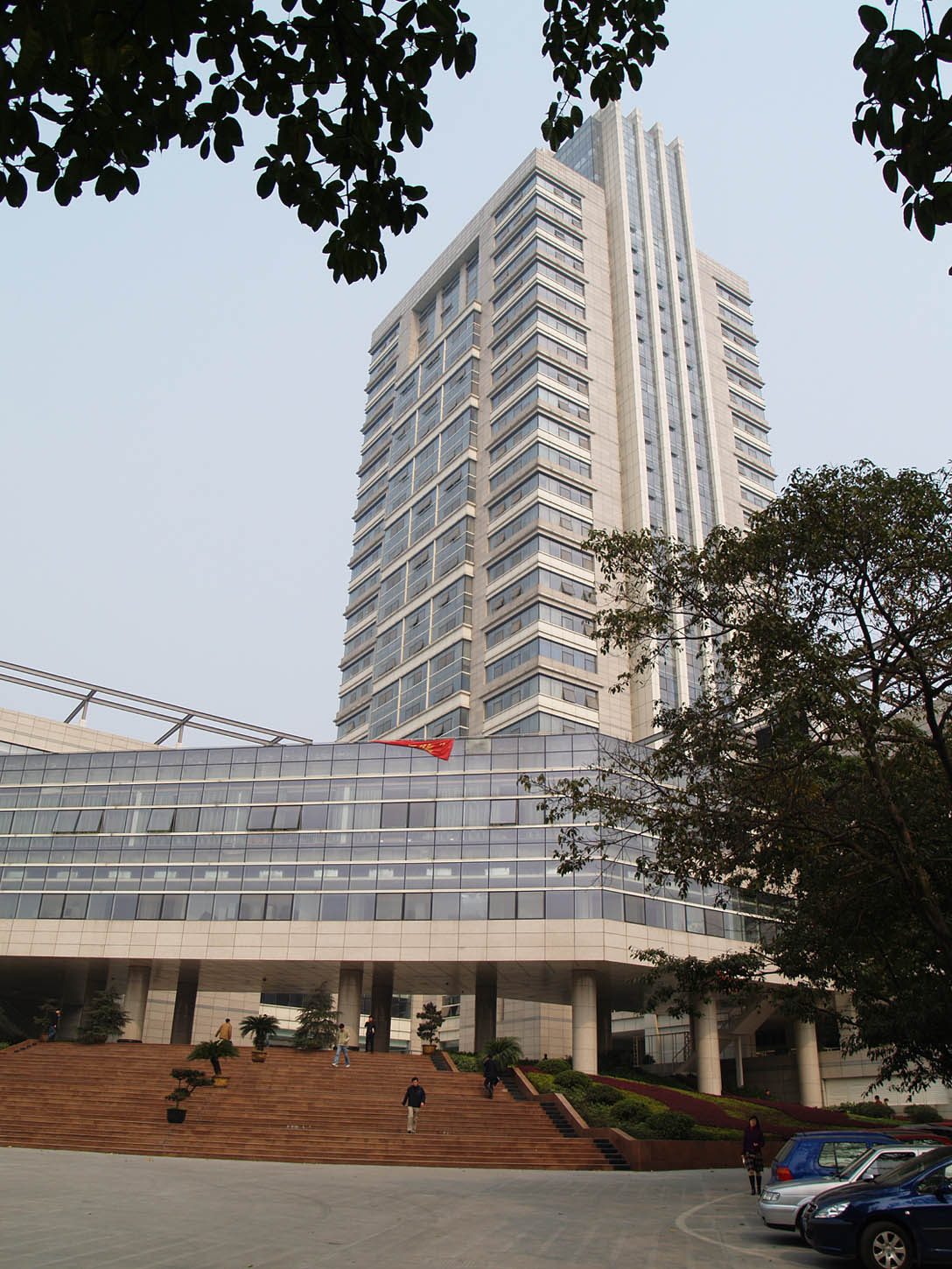
A区主教学楼

### 建大校区（B区）
建大校区由以前著名的建筑老八校之一的重庆建筑大学于2000年并入组成，位于沙坪坝区沙中路，与校本部A区一条马路相隔，有一地下隧道相连。重庆建筑大学的前身重庆土木建筑学院，是1952年全国院系调整中由原重庆大学、西南工业专科学校、川北大学等六所院校的建筑土木相关系科合并组成的。1953年云南大学、贵州大学的土木系也并入重庆土木建筑学院。1954年更名为“重庆建筑工程学院”。1978年被原中华人民共和国教育部确立为全国重点大学。1994年经原国家教委批准更名为“重庆建筑大学”。2000年重庆建筑大学回归重庆大学。目前建大校区主要是重庆大学建筑学部的所在地，下设建筑城规学院、土木工程学院、城市建设与环境工程学院、建设管理与房地产学院。此外法学院、生命科学学院、材料科学与工程学院也设立在此校区。

### 建专校区（C区）
建专校区由以前的重庆建筑高等专科学校于2000年并入组成，位于沙坪坝区渝碚路。重庆建筑高等专科学校的前身中国人民解放军基本建设工程兵第一技术学校于1974年成立。1983年，集体转业成立重庆建筑专科学校。1992年，改名为重庆建筑高等专科学校。1997年，被原国家教委确定为全国示范性普通高等工程专科重点建设学校。2000年并入重庆大学。建专校区目前主要是重庆大学继续教育学院、应用技术学院、网络教育学院的所在地，是重庆大学成人高等学历教育、高等教育自学考试、继续教育的基地。

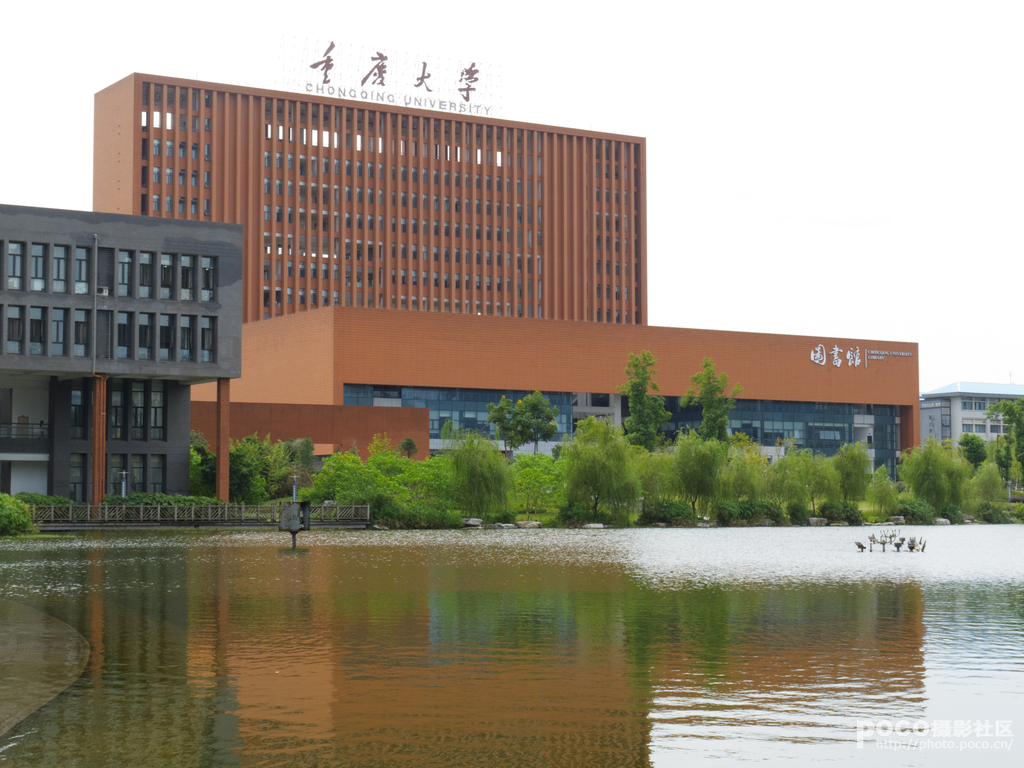
D区图书馆

### 虎溪校区（D区）
虎溪校区是重庆大学新建的一个校区，于2005年启用，位于重庆大学城，距离沙坪坝城区的校本部约20公里。虎溪校区东望歌乐山国家级森林公园，西靠缙云山国家级森林公园，规划用地3670亩，是重庆大学面积最大，现代化程度最高的一个校区。目前虎溪校区是重庆大学大部分院系的本科教育基地，艺术学院、软件学院等也设立在此。虎溪校区的新图书馆是西部地区最大的图书馆之一，校区拥有竹园、兰园、梅园、松园四个学生宿舍区和三个学生食堂，目前住有本科生约17000余人，同时重庆大学新的学生活动中心也建设在此。虎溪校区与四川美术学院、重庆师范大学、重庆科技学院、重庆医科大学等高校的大学城校区毗邻。

### 两江校区（E区）
两江校区位于渝北区两江大道9号，是重庆大学国家卓越工程师学院所在校区，于2022年9月正式投入使用。

## 著名景观

### 近代建筑群
重庆大学为中国较早设立的国立大学在历史上留下了众多的历史建筑，被称为重庆大学近代建筑群，其是中国早期具备代表性的校园建筑群之一。重庆大学近代建筑群主体始建于1933年，由重庆市菜园坝嵌入沙坪坝时修建了第一栋教学楼，即国立重庆大学理学院楼，后陆续修建一直到20世纪50年代为止。在此期间建筑分为国立重庆大学时期与重庆大学时期，国立重庆大学时期的建筑多以中国传统建筑风格为准，设计上多采用檀红檐、青匹瓦、朱红门柱，屋顶盖瓦，四檐翘角的设计。1949年后的建筑，受梁思成和当时苏联式建筑风格的影响修建了第五教学楼、电气学院楼等建筑，设计的建筑多采用举架高、开间阔、窗户大、墙体厚、大屋顶为特征的“新古典主义”。

重庆大学近代建筑群
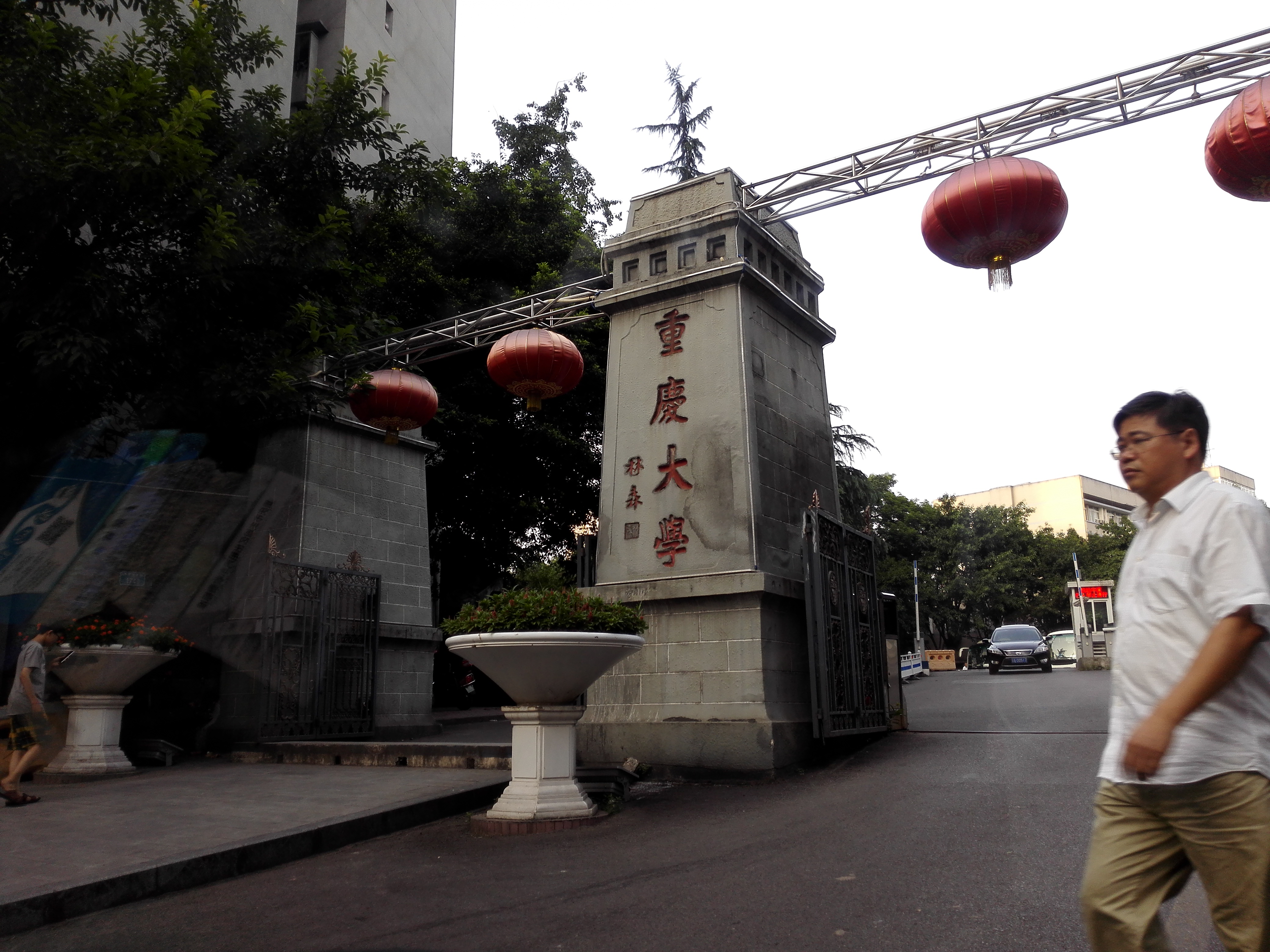
校门口
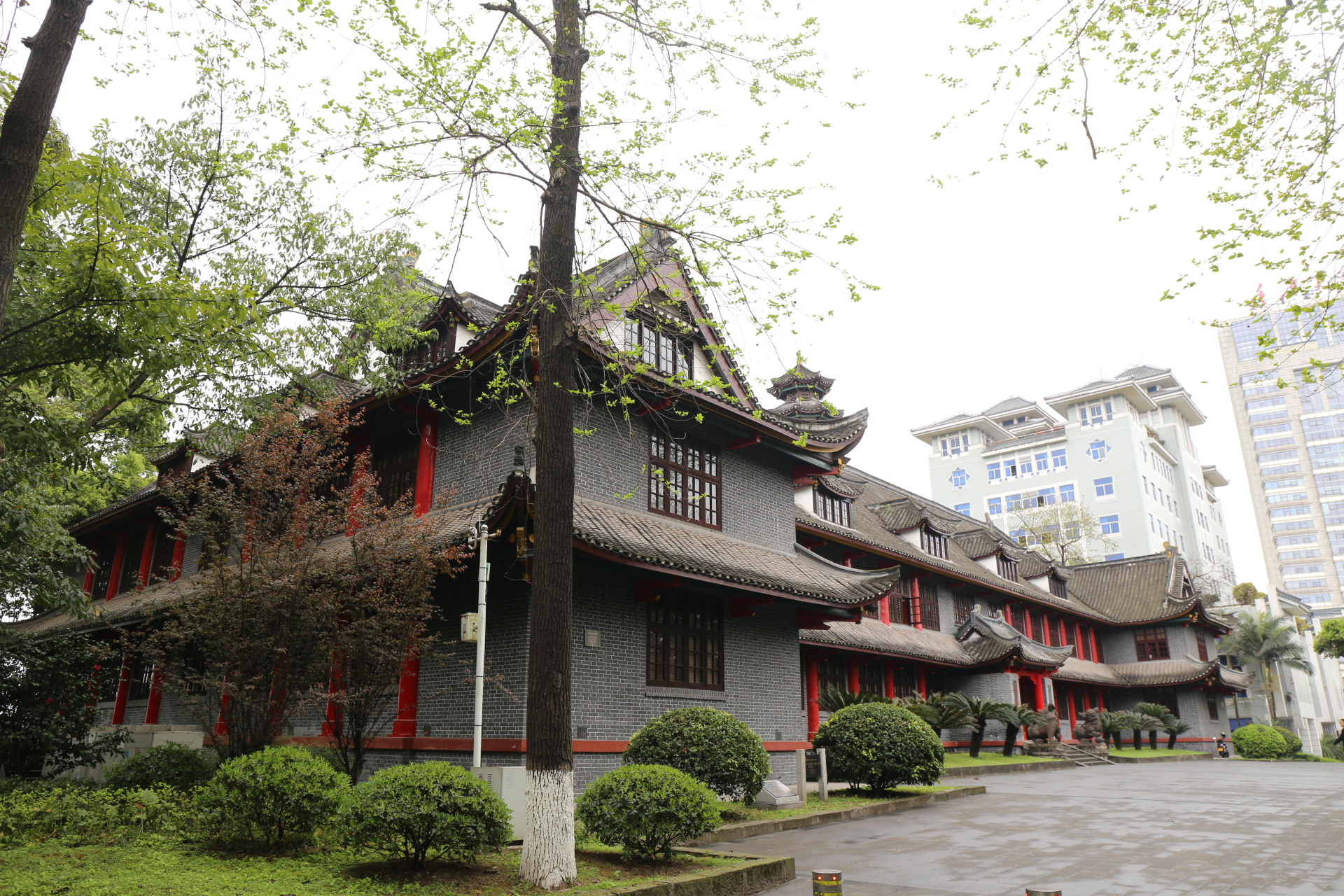
理学院楼
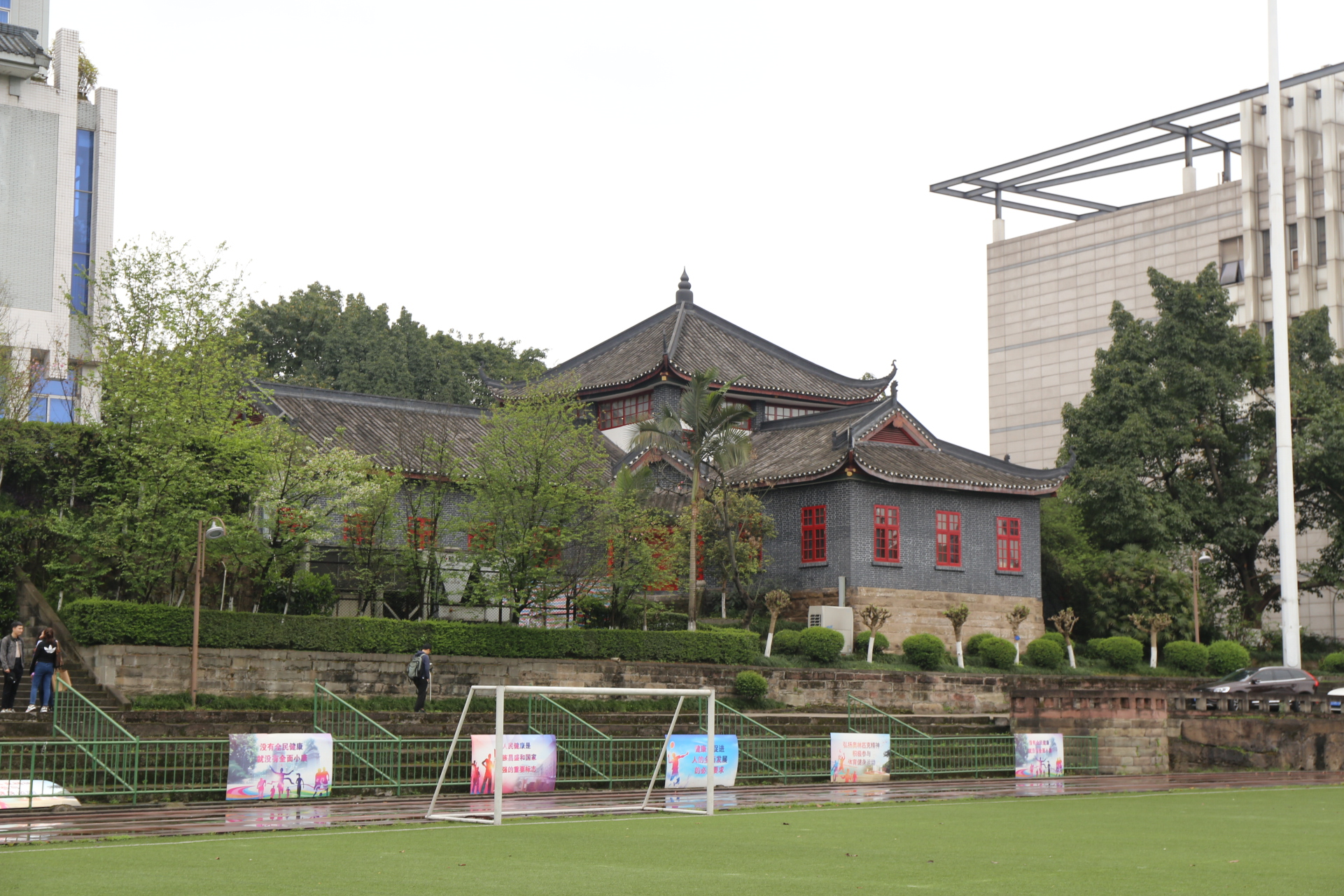
老图书馆楼
文字斋
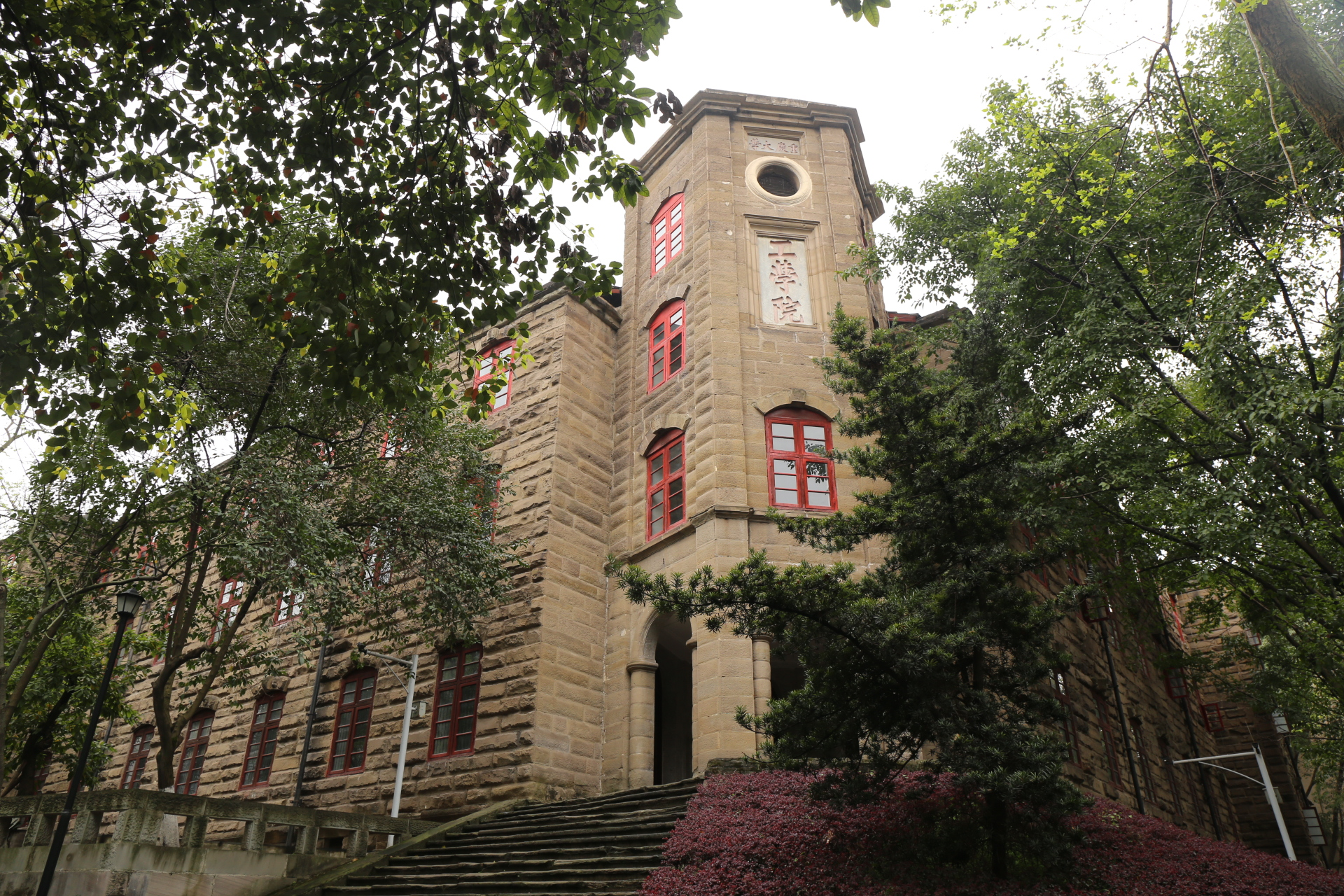
工学院楼
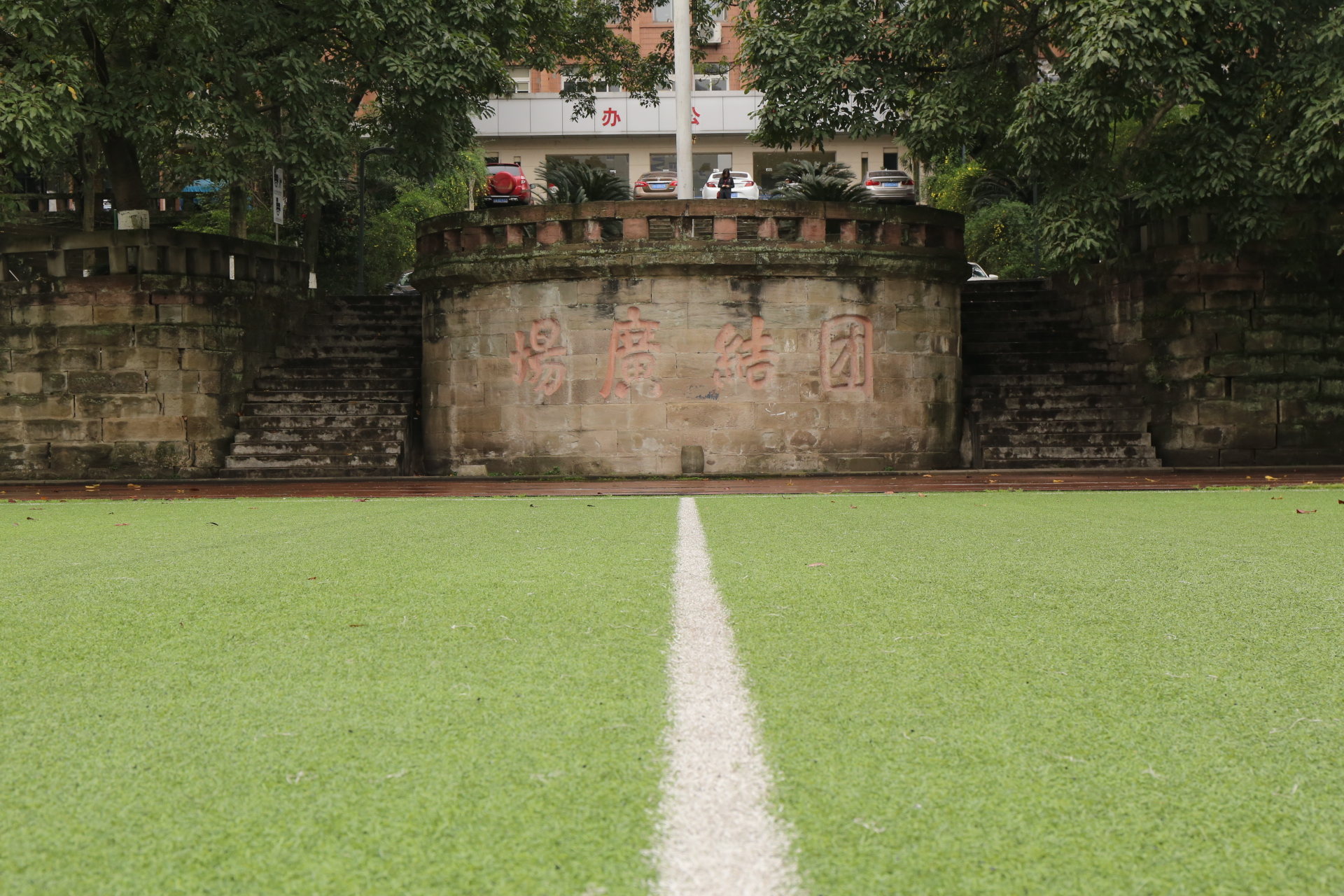
团结广场
寅初亭
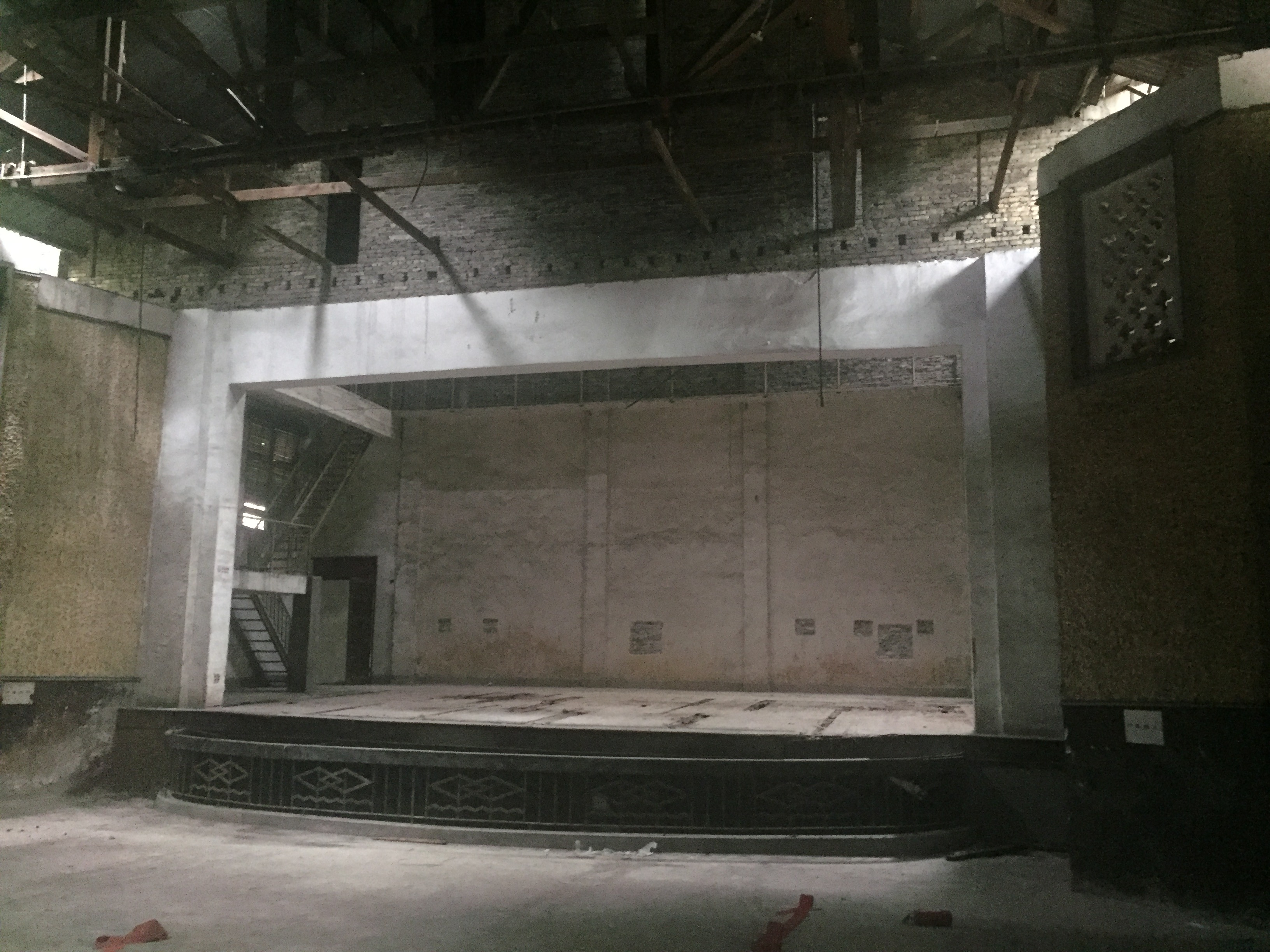
中大礼堂内部（修缮中）
民主湖
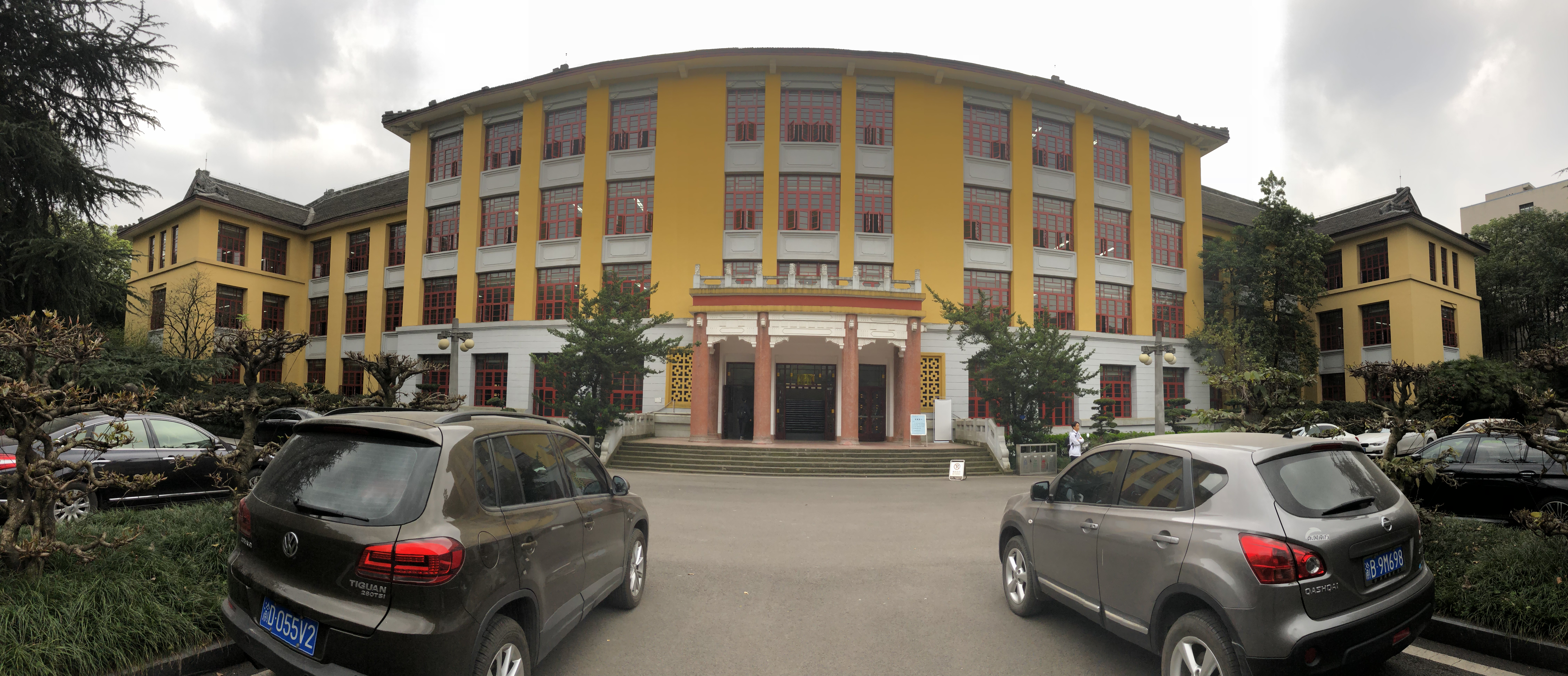
第五教学楼（全景照）
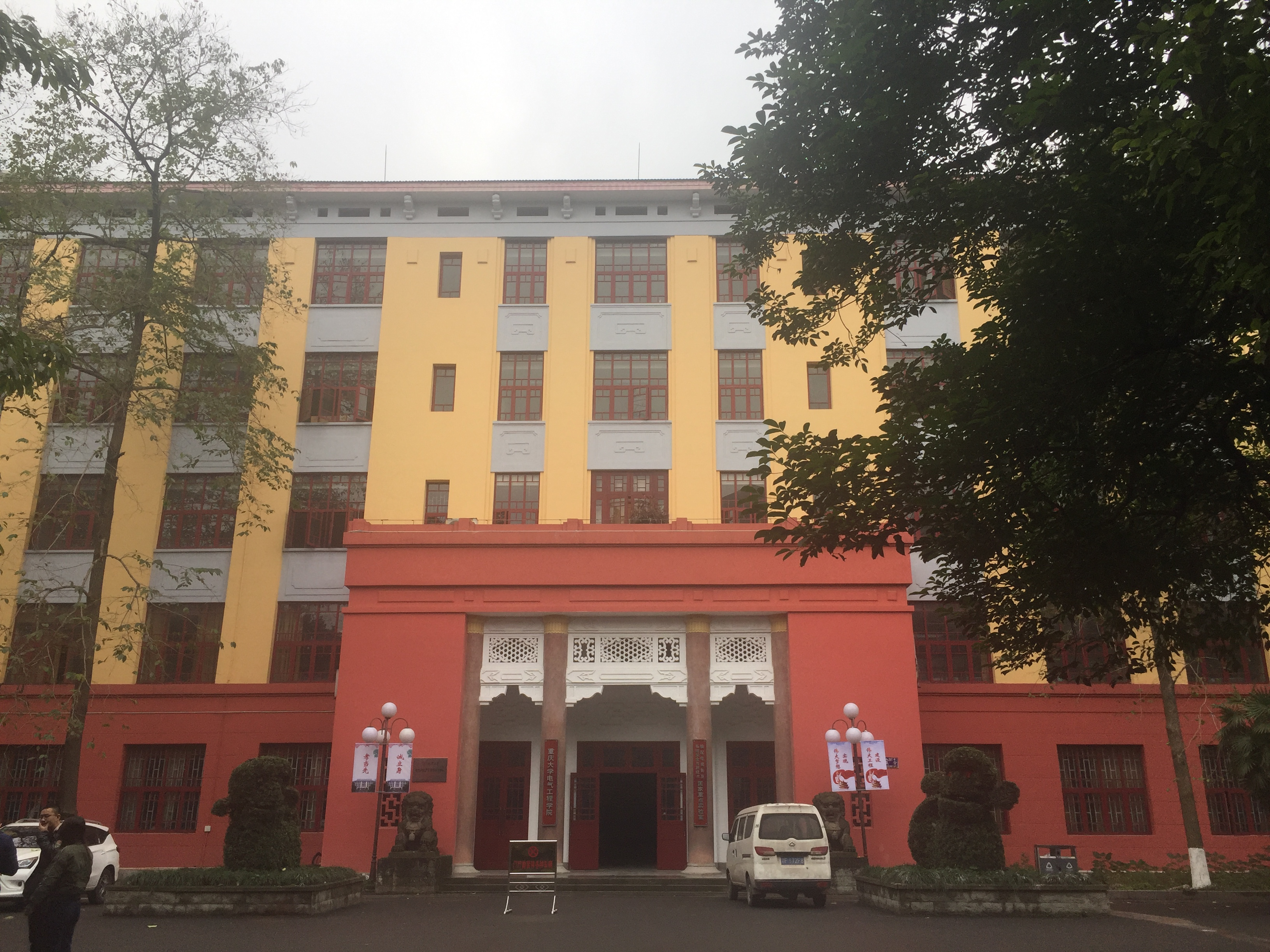
电气工程学院楼
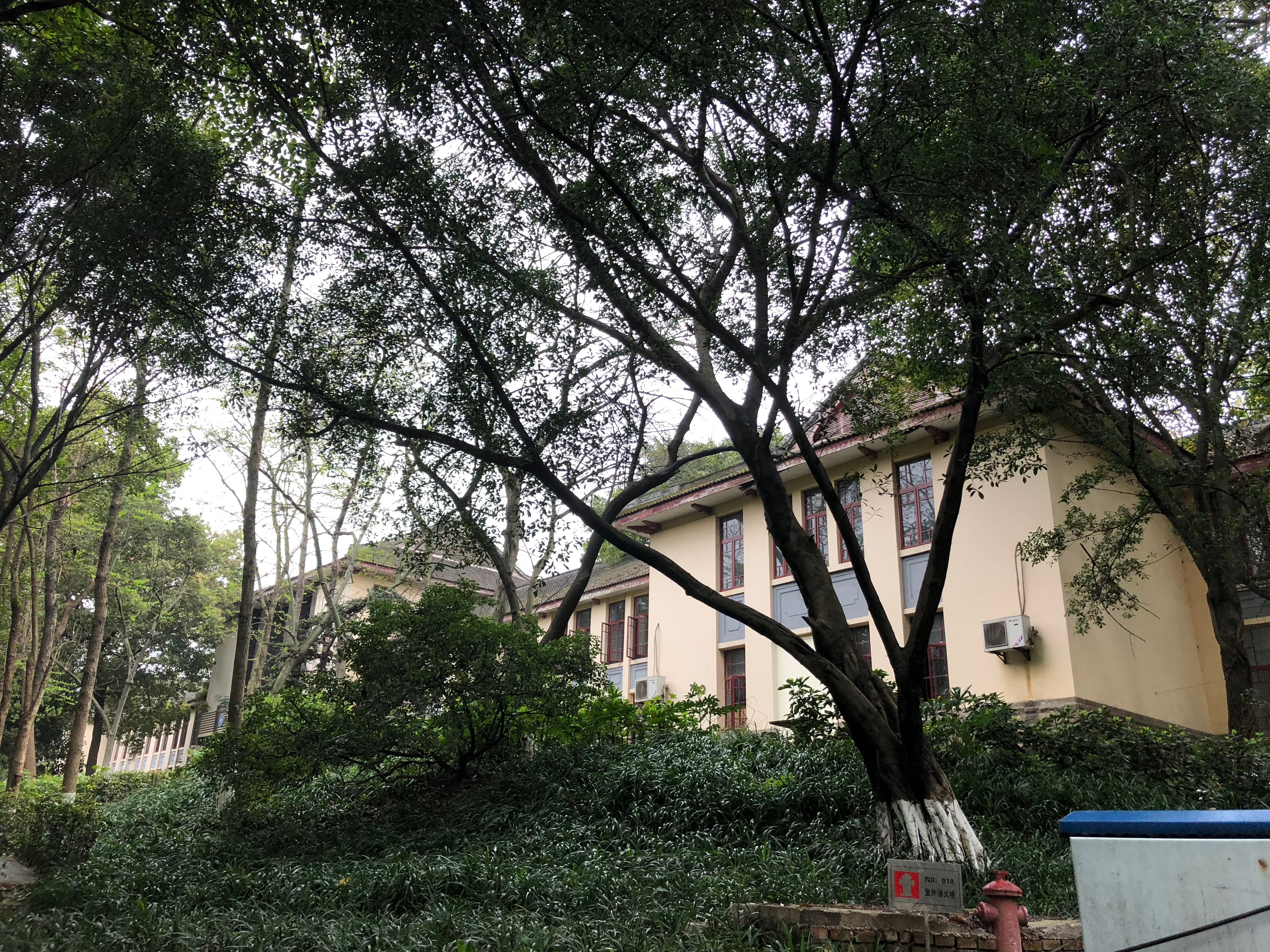
资源和环境科技楼

其中理学院、工学院、文字斋和寅初亭入选重庆市重点文物保护单位，理学院、工学院、文字斋、寅初亭、中央大学大礼堂、大校门、老图书馆楼入选“20世纪建筑遗产名录”和“优秀近代建筑名录”。
- 原工学院楼（第二教学楼）[44]——建于1935年，由留法学者刁泰乾设计，是重庆市二级文物保护单位。抗战时在重庆大轰炸中被炸毁一角，后在此立大轰炸纪念碑。
- 原理学院楼（第一教学楼）[45]——建于1932年，由重庆大学创办人之一沈懋德设计，为砖木混合结构。1939年9月9日至18日曾在此举行国民参政会第一届第四次大会，蒋中正发表演说，并通过《声讨汪逆兆铭案》。邓颖超、郭沫若、黄炎陪、邹韬奋、马寅初、于佑伍、王芸生、陶行知等人亦曾在此演讲。
- 寅初亭[46]——为纪念曾任重庆大学商学院院长的马寅初先生而建。现为重庆市文物保护单位。
- 民主湖[47]——位于重庆大学A校区的人工湖，传言是在五十年代由重庆大学校长郑思群先生带领重庆大学学生由一片芦苇塘修整而成，也有说是建国前重庆大学学生为取水而自发建造。周围有民主湖学术报告厅和民主湖纪念石。文革中蒙冤自尽郑思群校长的骨灰也安放在民主湖畔。重庆大学民主湖论坛也以此得名。

### 其他校园景观
- 主教学楼[48]——建于2005年，楼高27层，地下3层，是重大本部A区最现代化的建筑，集教学、科研、办公于一体，由于设计体系新颖、技术运用先进，已经被中国土木工程学会颁发了“詹天佑大奖”[49]。
- 缙湖、云湖——取名来自与学校毗邻的缙云山，缙湖位于第二实验楼旁，湖水清澈，有若干黑天鹅、鹧鸪在此栖息。云湖毗邻图书馆、艺术楼与第一教学楼，湖心有一音乐喷泉水柱，可达40米高。
- 松林公园——由两座小山绵延而成，山上林木繁茂、四季花香、山径幽然，并于校区最高处建有一亭。亭上对联“善学者尽其理，善行者究其难”勉励重大学子在这个“育人胜境”，“勤学习，耐劳苦”。
- 虎溪植物园——树木葱郁，环境优美，植有香樟、银杏、槐树、黄葛树、玉兰、海棠、桃花、樱花、桂花等数十种花木，内有马寅初铜像、伴月广场。
- 新图书馆——中国西部地区最大的图书馆之一，藏书270万余册，整体呈“L字型”，形如一本摊开的书。[50]

## 教育发展

### 大学排名
| 国內排名                                                                                                 |
| --- |
| 2017年武书连中国大学排行榜中，重庆大学排名第28位。                                                       |
| 武汉大学中国科学评价研究中心2017年发布的《世界一流大学与科研机构竞争力评价报告》中，重庆大学排名第29位。 |
| 2017年中国校友会中国大学排行榜中，重庆大学排名第31位。                                                   |
| 亚洲排名                                                                                                 |
| 2026年度QS World University Rankings中，重庆大学亞洲排名第98位。                                         |
| 2019年的泰晤士高等教育亚洲大学排名中，重庆大学亚洲排名第199位。                                          |
| 世界排名                                                                                                 |
| 2026QS世界大学排名中，重庆大学世界排名第504位。                                                          |
| 2025泰晤士高等教育世界大学排名中，重庆大学世界排名第401-500位。                                          |

### 双一流重点建设学科
- 电气工程
- 土木工程
- 机械工程

### 一级学科国家重点学科[70]
- 机械工程
- 电气工程
- 生物医学工程

### 二级学科国家重点学科[71]
- 材料学
- 精密仪器及机械
- 工程热物理
- 城市规划与设计
- 岩土工程
- 采矿工程
- 技术经济及管理

### 国家重点培育学科
- 计算机软件与理论
- 钢铁冶金

### 国家重点实验室[72]
| 实验室代码   | 实验室名称                                 | 主管部门 | 领域 | 其他组建单位 |
| ------------ | ------------------------------------------ | -------- | ---- | ------------ |
| 1989DA105037 | 机械传动国家重点实验室                     | 教育部   | 工程 | 无           |
| 2007DA105127 | 输配电装备及系统安全与新技术国家重点实验室 | 教育部   | 工程 | 无           |
| 2011DA105287 | 煤矿灾害动力学与控制国家重点实验室         | 教育部   | 工程 | 无           |

### 大学联盟

#### 卓越联盟
卓越大学联盟，是中国9所重点大学秉持“追求卓越、资源共享”的原则组成的“卓越人才培养合作联盟”的简称。卓越联盟包括了中国大陆9所优秀的理工科传统强校哈尔滨工业大学、同济大学、北京理工大学、重庆大学、大连理工大学、东南大学、华南理工大学、天津大学、西北工业大学，除在自主招生选拔中共享成绩以外，九校在学生入学后的教学培养、科研探索、国际交流以及产学研等多个领域都将开展深层次合作。重庆大学于2010年11月正式加入卓越联盟。

#### 大学通识教育联盟
大学通识教育联盟，又称通识教育十校联盟，是2015年11月15日由北京大学、清华大学、复旦大学和中山大学四校发起，为携手推动中国高校通识教育的发展、增进高校在通识教育方面的相互交流、协作与支持而成立的大学联盟。2016年6月26日，在清华大学举行的“大学通识教育联盟第二届年会”上，重庆大学与南京大学、武汉大学、厦门大学、浙江大学和香港中文大学六所高校共同签署《大学通识教育联盟章程》，成为联盟成员。

#### 重庆市大学联盟
重庆市大学联盟，是中国重庆市六所专业特色明显、优势学科互补的高等院校组成的大学合作联盟。包括了重庆大学、西南大学、西南政法大学、第三军医大学、重庆医科大学、四川外语学院六所重庆本地优秀高等院校。联盟旨在促进成员高校之间建立互惠、互利的合作关系，充分发挥和利用联盟成员学校的特色和优质办学资源，开展互补性合作，提升各联盟成员的教育质量、办学水平与社会声誉，推动联盟成员的可持续发展。重庆大学于2011年作为始创成员加入联盟。

#### 一带一路高校联盟
一带一路高校联盟，是2015年10月17日在甘肃省政府的倡议下，由兰州大学发起，八个“一带一路”沿线国家和地区的47所高校联合发布《敦煌共识》而成立的大学联盟。

## 網路社區
民主湖論壇（域名www.cqumzh.cn）是重慶大學官方網絡社區，由重慶大學圖書館主辦，誕生於2002年10月9日。其名稱來源於校內著名景點民主湖。如重慶的多數高校，民主湖論壇是頗受師生們歡迎的思想交流平台。除了常見的論壇功能，民主湖論壇還包括一系列中國大學網絡社區常見的在線分享、協作功能：
- 民主湖論壇：面向重慶大學學生的網絡論壇；
- 民主湖博客：2006年9月23日，向全體實名用戶開放.實名用戶均可申請開通和擁有自己的博客；
- 民主湖資源站：主要提供軟件、電子圖書、課件資料、影音文件等資源分享
- 民主湖商城：提供重慶大學紀念品銷售，電子跳蚤市場的功能

2015年前后民主湖论坛开始实施“宵禁”，夜间至次日上午禁止发帖；2018年前后逐步以“升级维护”为由关站，并逐步切断外网访问；2020年前后，虽然校方未发表任何公开通告，但民主湖实际已彻底关站。

## 知名人物

### 学者、教授[85]
- 李四光—地质学家
- 何鲁—数学家
- 马寅初—经济学家
- 潘序伦—会计学家
- 张洪源—化学家
- 冯简—电讯工程专家
- 柯召—数学家
- 吴冠中—画家、艺术家
- 艾芜—作家
- 叶君健—作家、翻译家
- 丁道衡—地质学家
- 任乃强—民族史学家、藏学先驱
- 李承三—地理学家、地质学家
- 乐森寻—古生物学家、地质学家、中国科学院院士
- 徐僖—高分子材料专家、化学家、中国科学院院士
- 黄尚廉—光电技术与仪器科学技术专家，中国工程院院士
- 杨士中—通信工程专家，中国工程院院士
- 孙才新—电气工程专家，中国工程院院士
- 鲜学福—矿学专家，中国工程院院士
- 周明镇—中国恐龙研究之父，原中科院学部委员，常委
- 杨明照—国学家，诗人
- 王利器—历史学家
- 钱荣堃—经济学家，曾任南开大学金融学系教授，中国金融学会名誉副会长
- 郭尚平—石油专家，中科院院士
- 王方定—放射化学家，中科院院士
- 阎肃—词人，中国音乐文学协会主席
- 张国立—国家一级演员，重庆大学美视电影学院院长
- 陈伯齐-重庆大学土木工程系任教授。随即倡议创办重庆大学建筑系，并任首任系主任。

### 校友[86]
- 秦宜智—共青团中央第一书记
- 蒲海清—原重庆市政府市长、中共重庆市委副书记
- 向巴平措—西藏自治区人大常委会主任，中共西藏自治区党委副书记。
- 刘鹏—国家体育总局局长，中国奥委会主席。
- 陈邦柱—前湖南省省长
- 和志强—前云南省省长
- 李晓红—前武汉大学校长，教育部副部长，中国工程院党组书记，中国工程院院士
- 陈德文—吉林大学党委书记
- 朱祥华—原北京邮电大学校长
- 张国林—西南政法大学党委书记
- 张宗益—前西南财经大学校长，现厦门大学校长
- 张卫国—西南大学校长
- 陈流汀—重庆邮电大学校长
- 易军—中国建筑工程总公司董事长
- 任正非—华为技术有限公司集团总裁
- 石启荣—中国国际工程咨询公司总经理
- 王国春—五粮液集团董事长
- 张良—泸州老窖股份有限公司总经理
- 陈玉东—博世中国总裁
- 毕亚雄—中国长江电力股份有限公司总经理、党委书记
- 尹家绪—中国长安汽车集团股份有限公司总裁
- 景柱—海南汽车集团董事长
- 刘明忠—新兴际华集团董事长
- 梁尤平—平顶山煤业集团有限责任公司董事长
- 刘加才—重庆钢铁集团公司总经理
- 孟凡超—中交公路规划设计院有限公司董事、副总经理
- 唐藝昕—中國女演員
- 罗赵翔—中国独立游戏制作人，代表作《With My Past》

## 重慶大學圖展

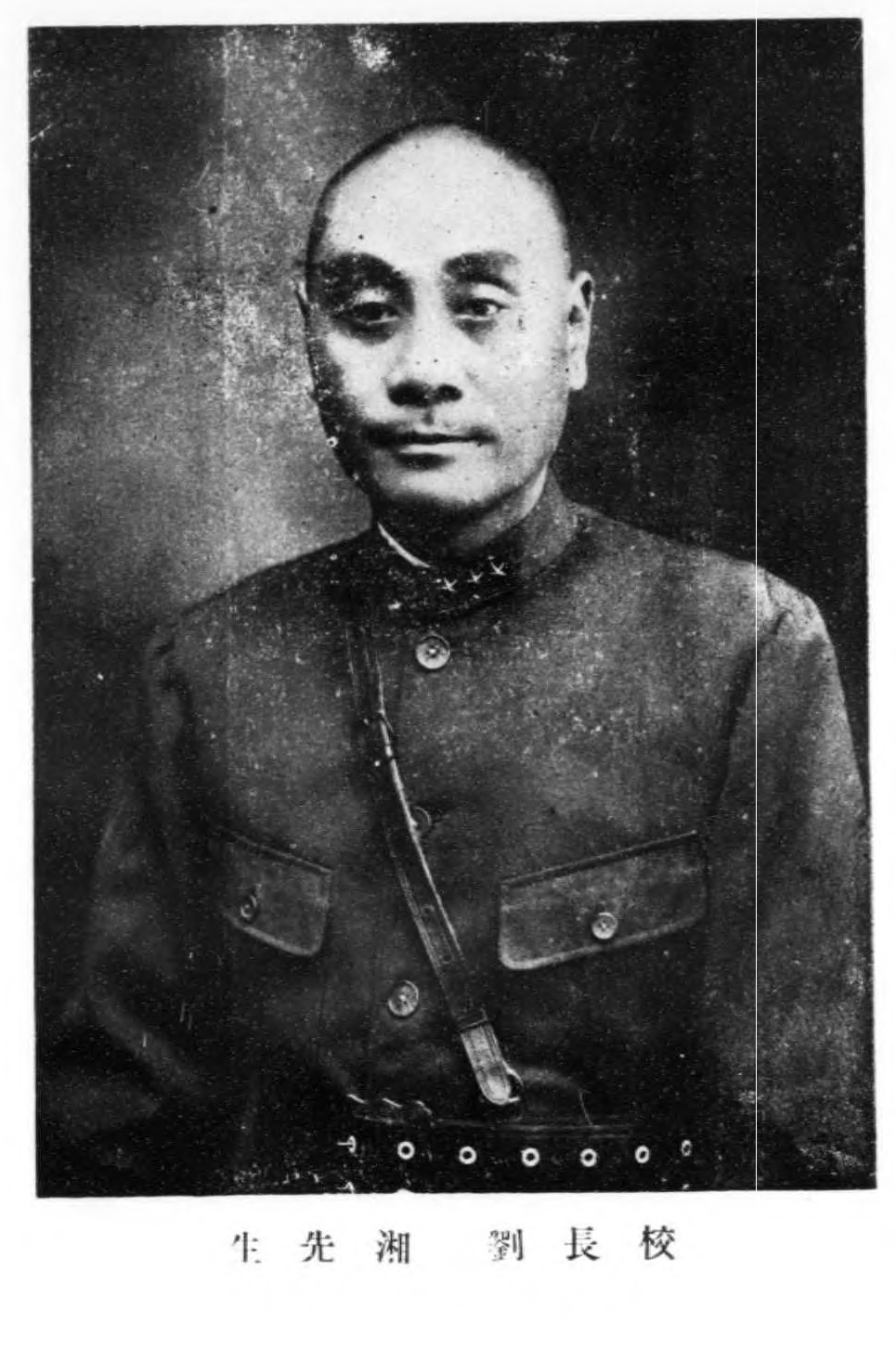
重慶大學校長劉湘上將
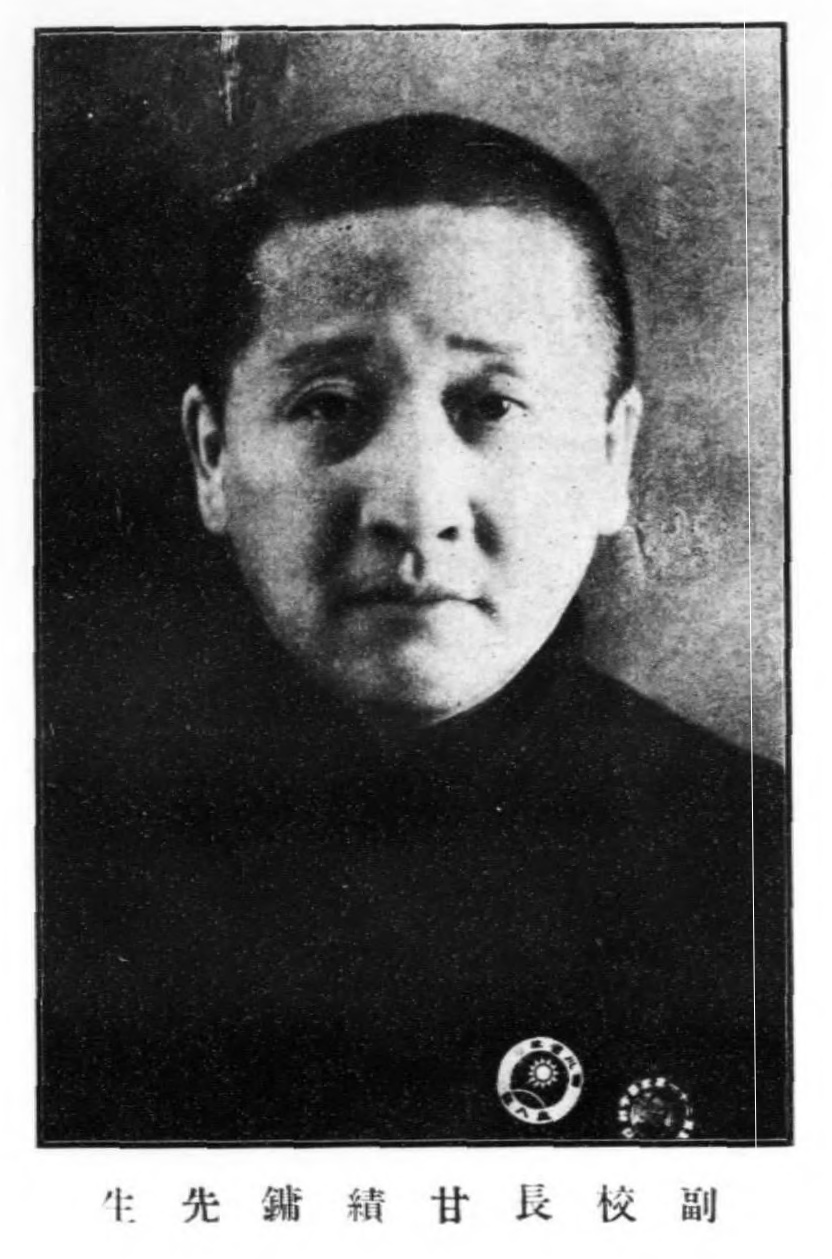
重慶大學副校長甘績鏞先生
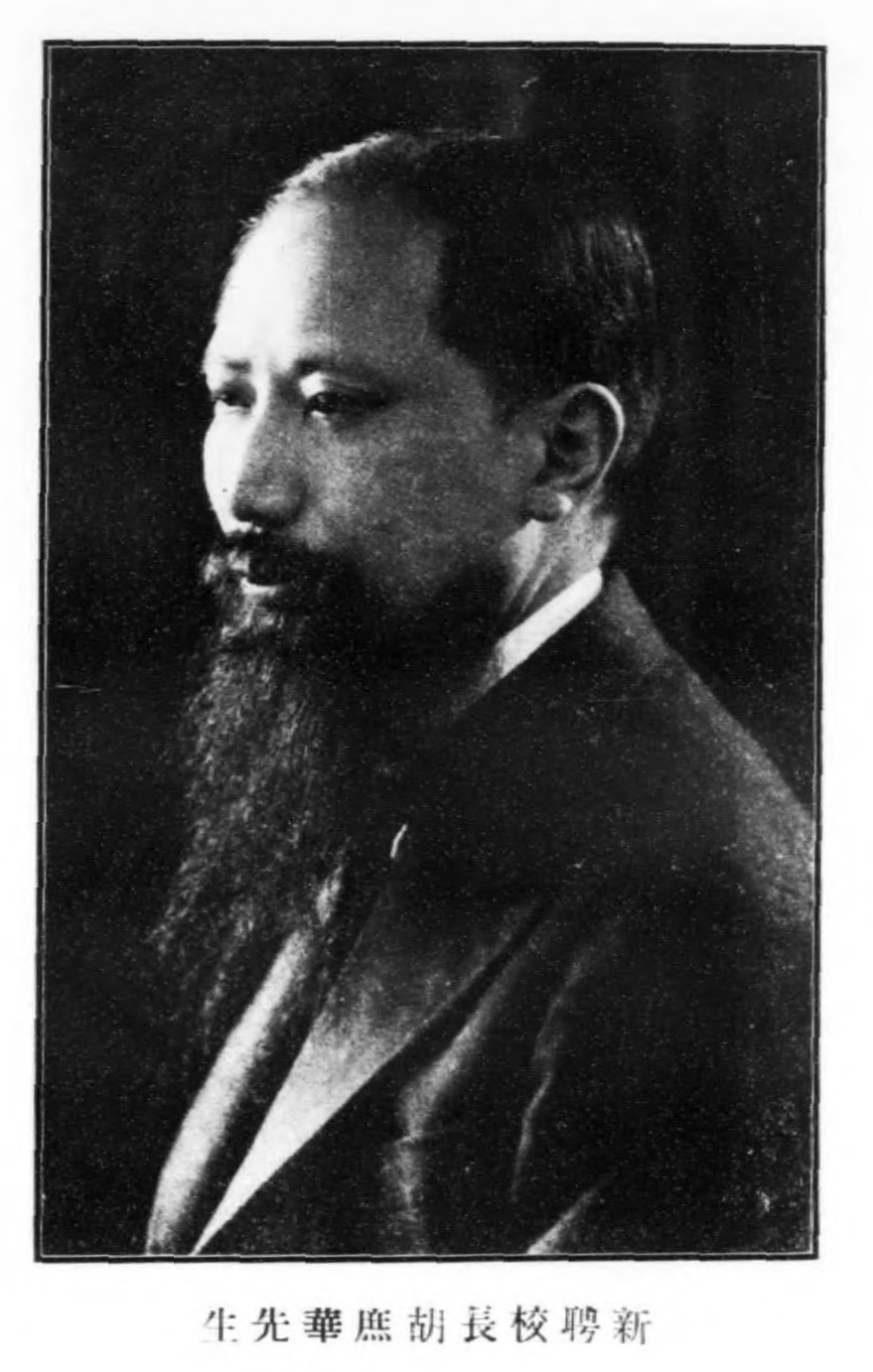
重慶大學校長胡庶華先生
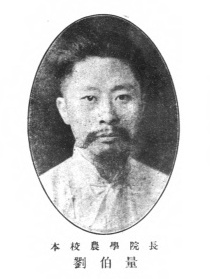
重慶大學農學院院長劉伯量先生
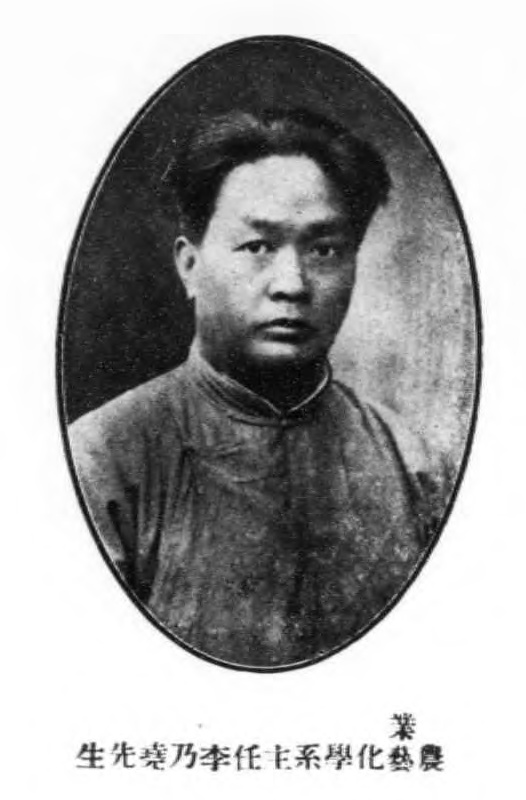
重慶大學農業化學系主任李乃堯先生
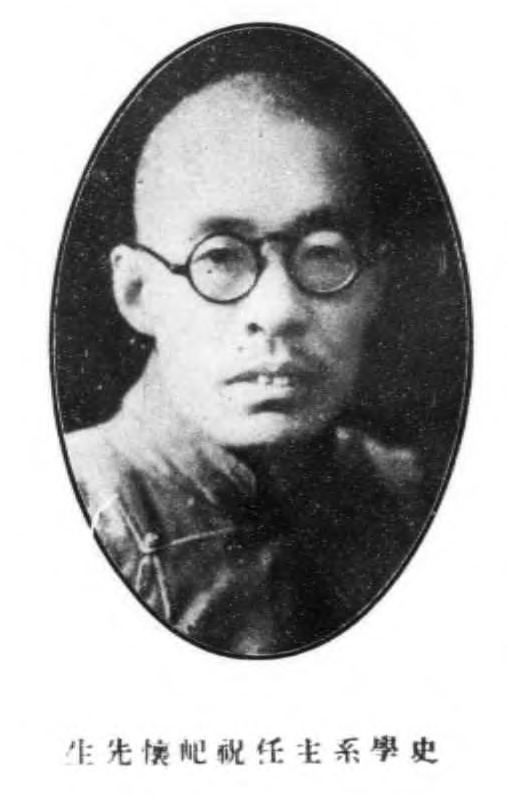
重慶大學史學系主任祝屺懷先生
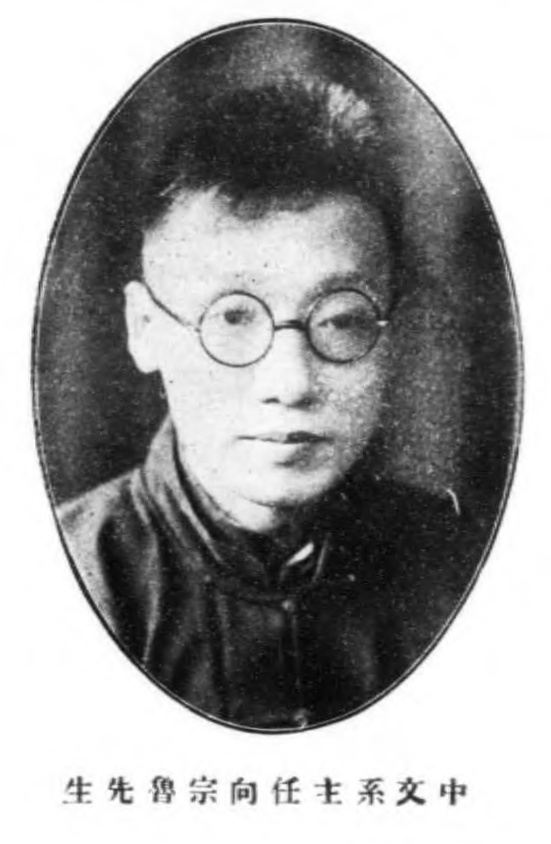
重慶大學中文系主任向宗魯先生
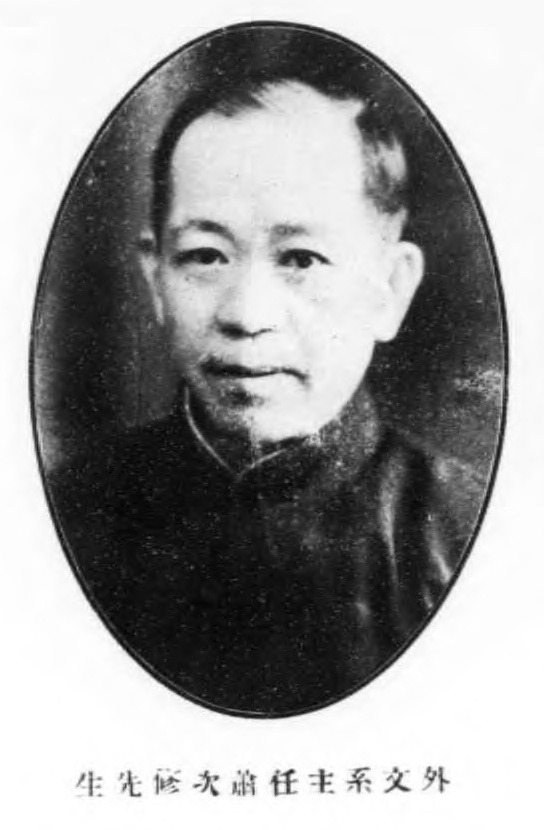
重慶大學外文系主任蕭次修先生
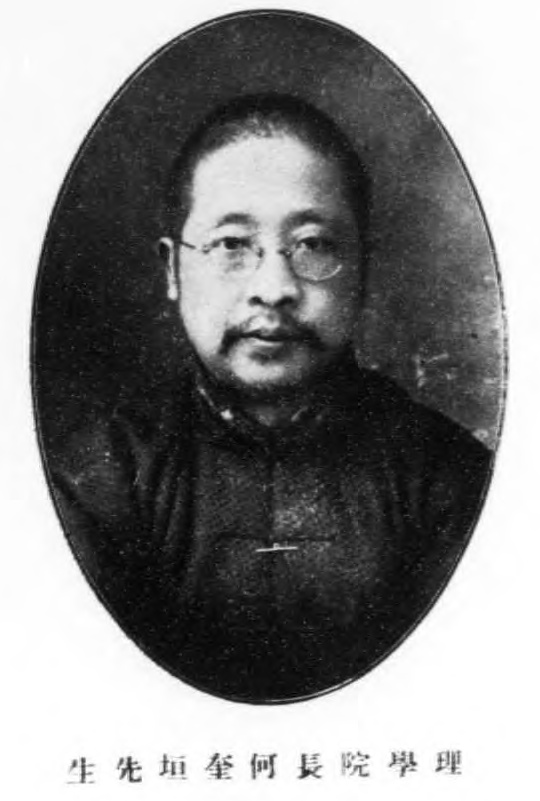
重慶大學理學院院長何奎垣先生
重慶大學化學系主任胡叔平先生
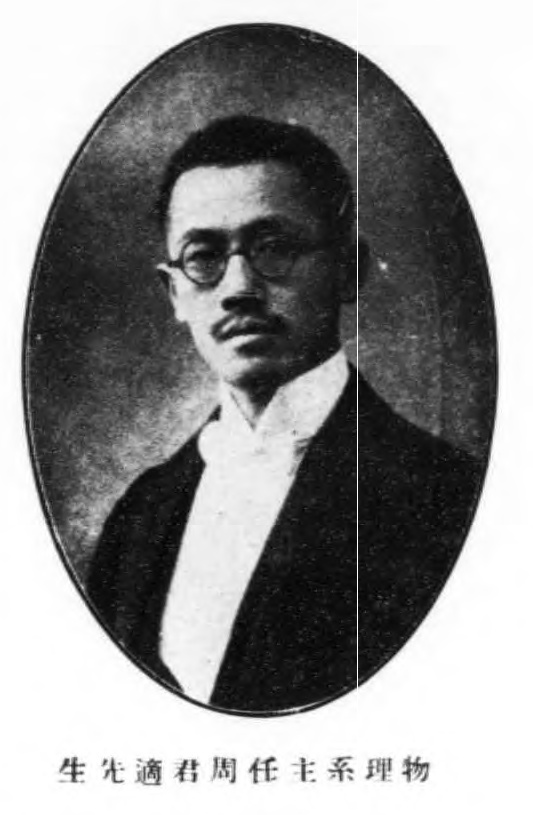
重慶大學物理系主任周君適先生
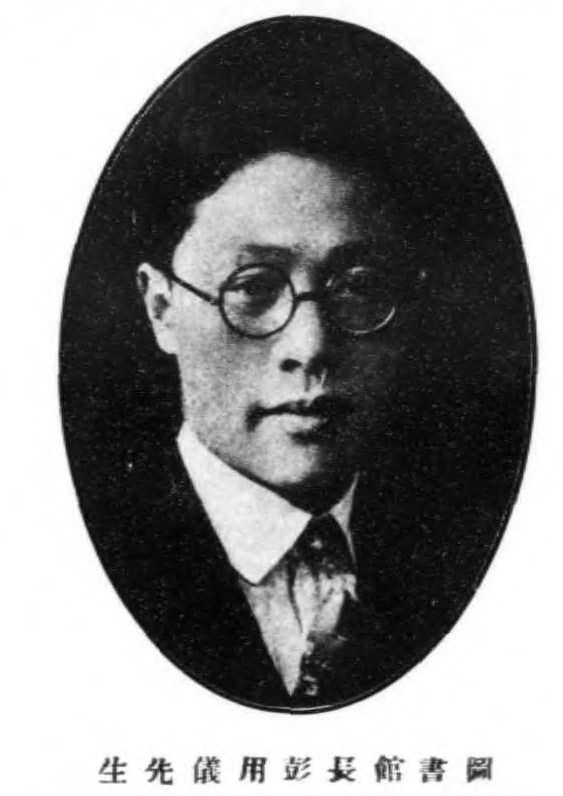
重慶大學圖書館館長彭用儀先生
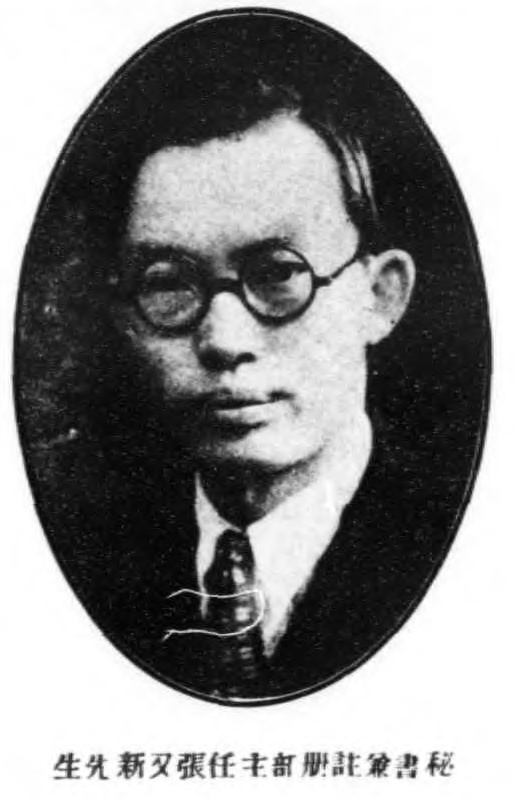
重慶大學秘書兼註冊部主任張又新先生
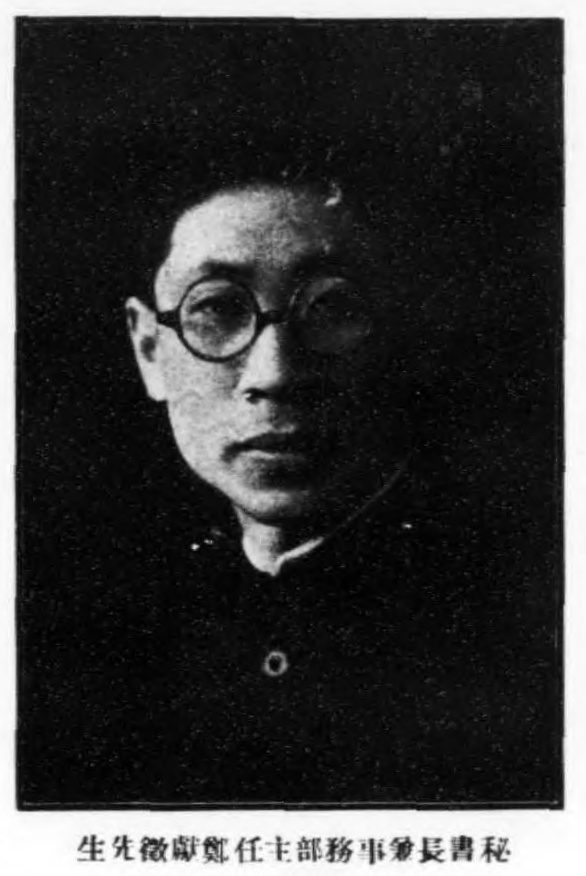
重慶大學秘書長兼事務部主任鄭獻徵先生
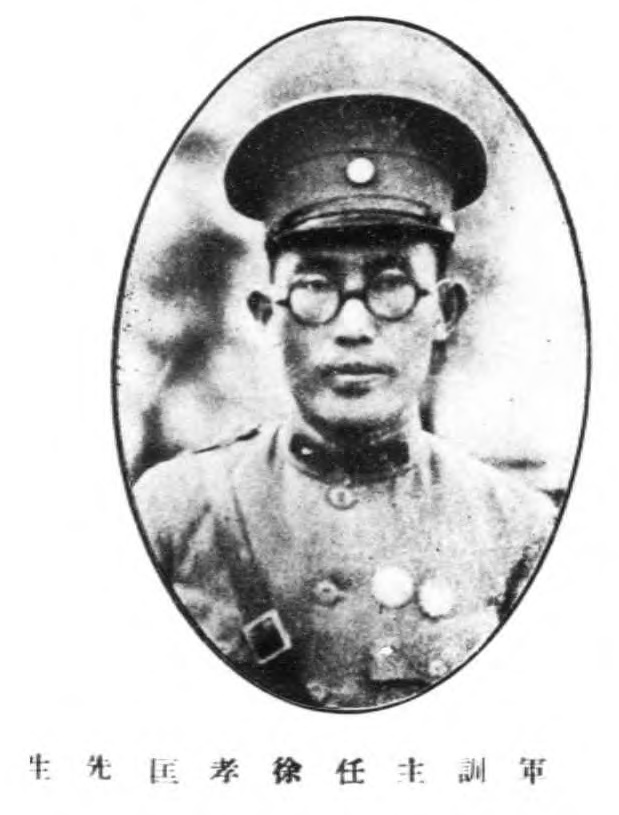
重慶大學軍訓主任徐孝匡先生
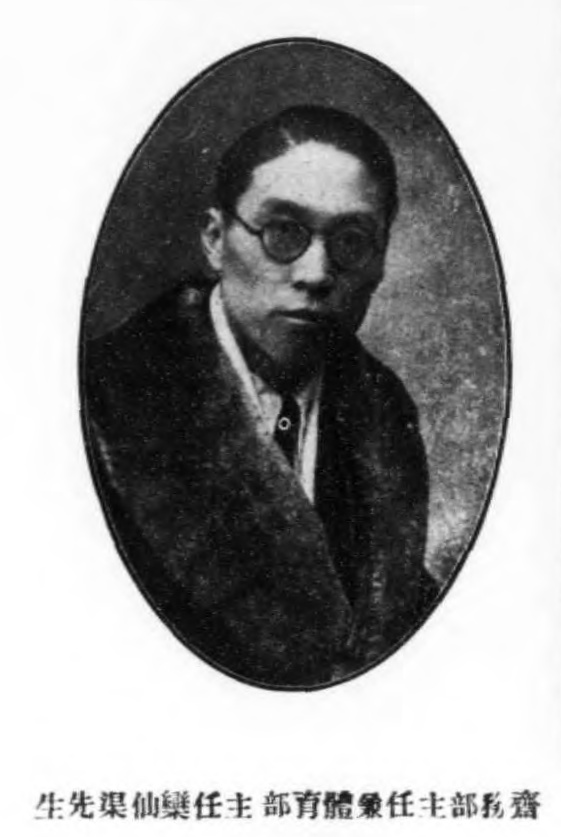
重慶大學齋務部主任兼體育部主任欒仙渠先生
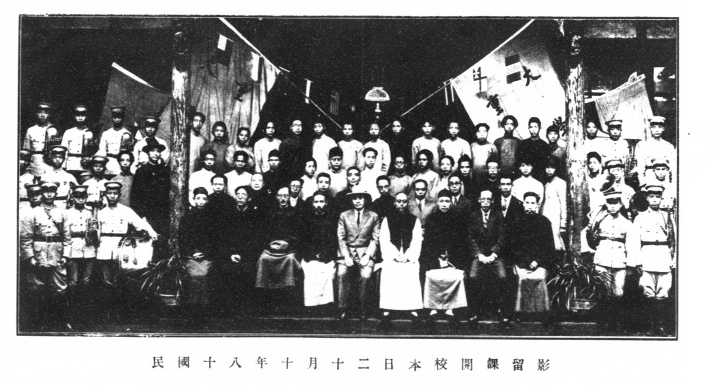
民國十八年十月十二日重慶大學開課留影
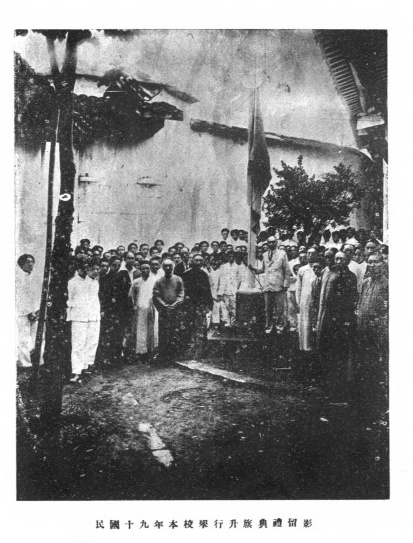
民國十九年重慶大學舉行升旗典禮留影
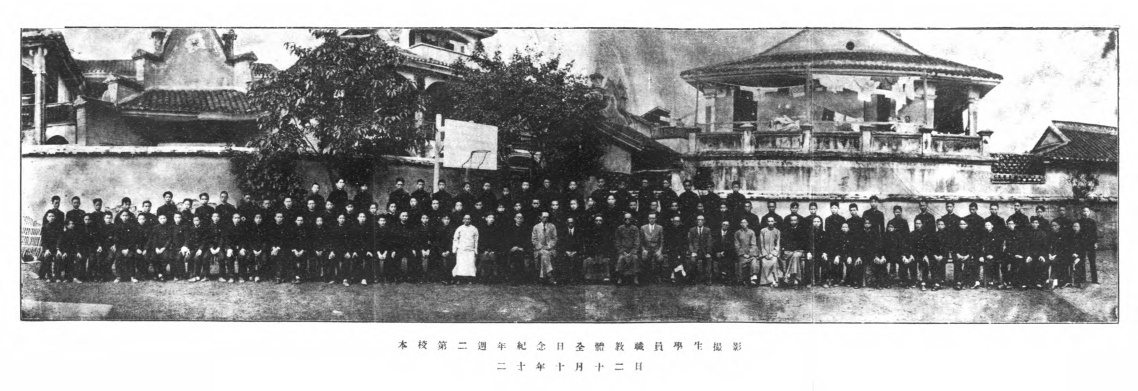
重慶大學第二週年紀念日全體教職員學生攝影民國二十年十月十二日
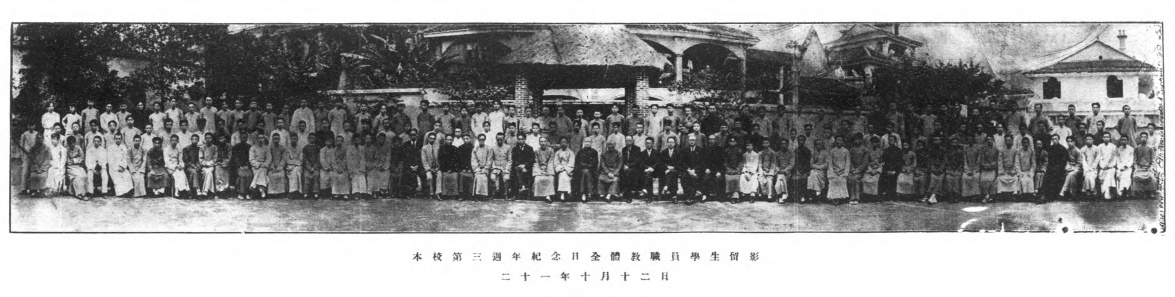
重慶大學第三週年紀念日全體教職員學生攝影民國二十一年十月十二日
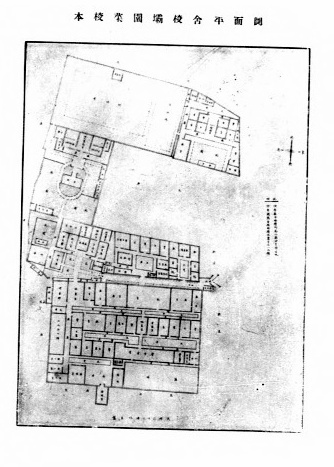
重慶大學菜園壩校舍平面圖
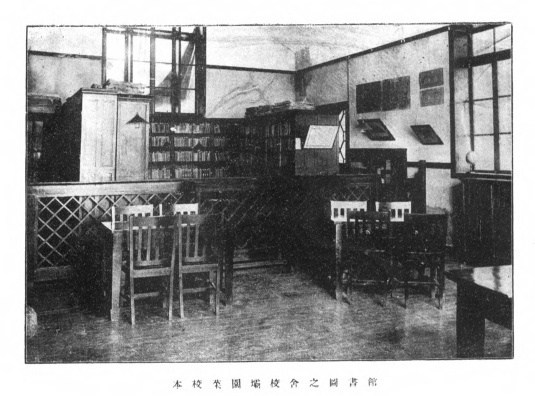
重慶大學菜園壩校舍之圖書館
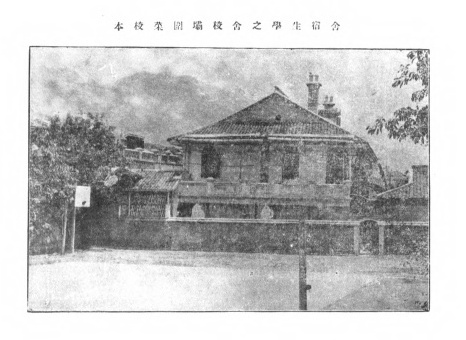
重慶大學菜園壩校舍之學生宿舍
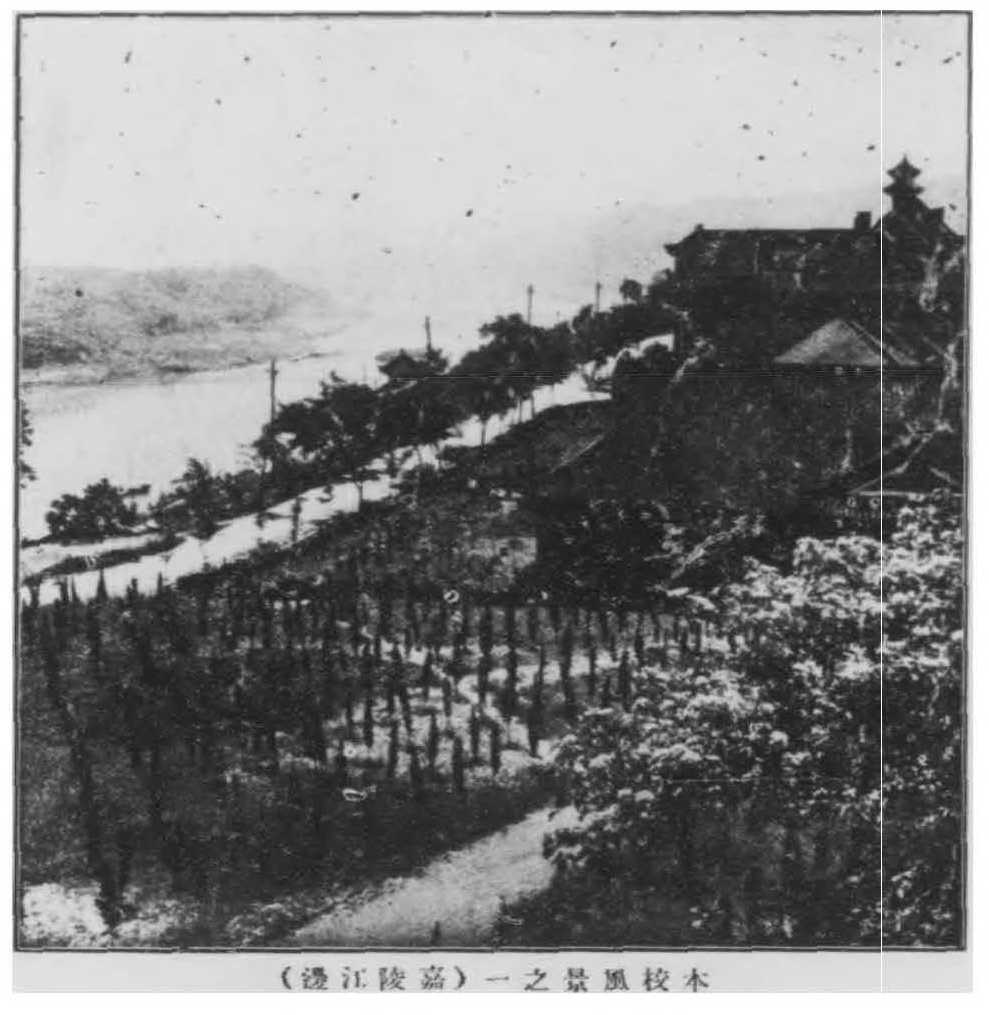
重慶大學風景之嘉陵江邊
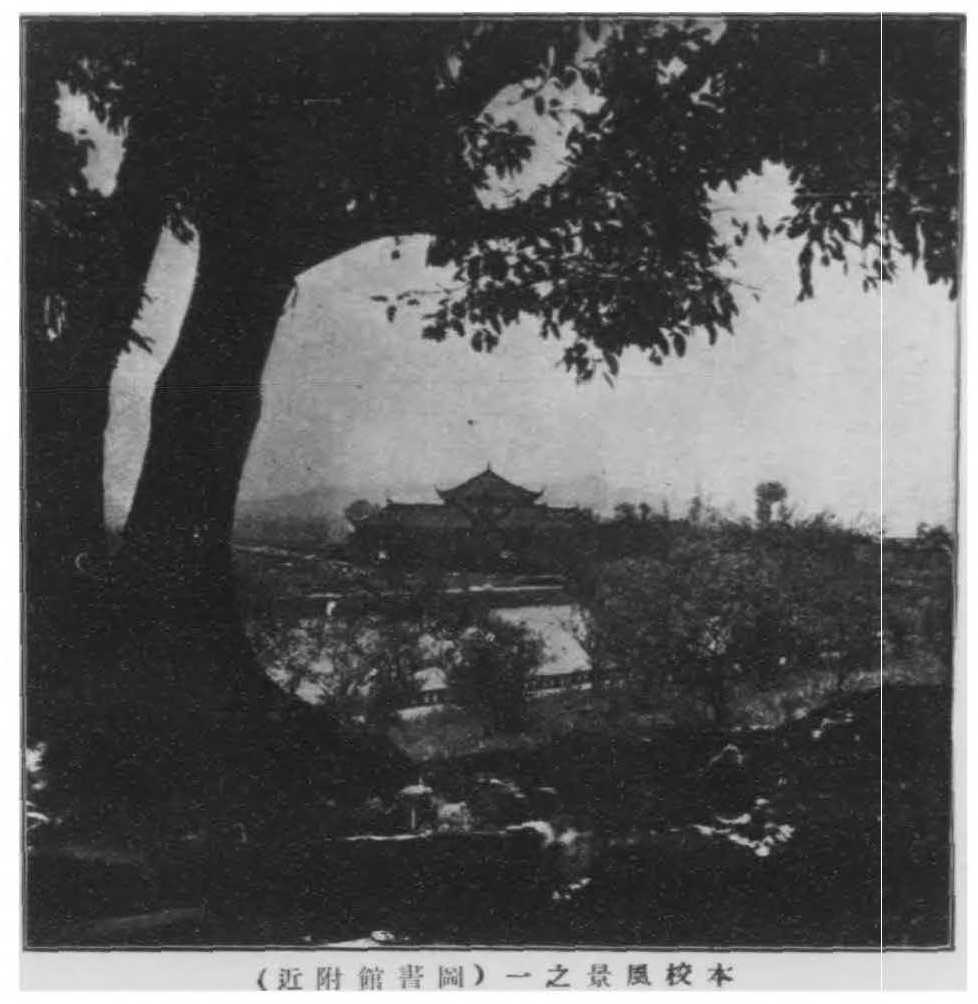
重慶大學風景之圖書館附近
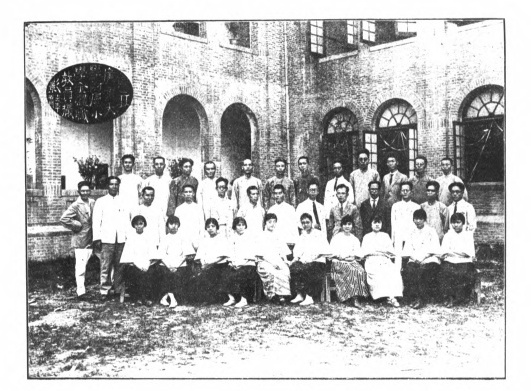
重慶大學附屬小學全體職教員攝影
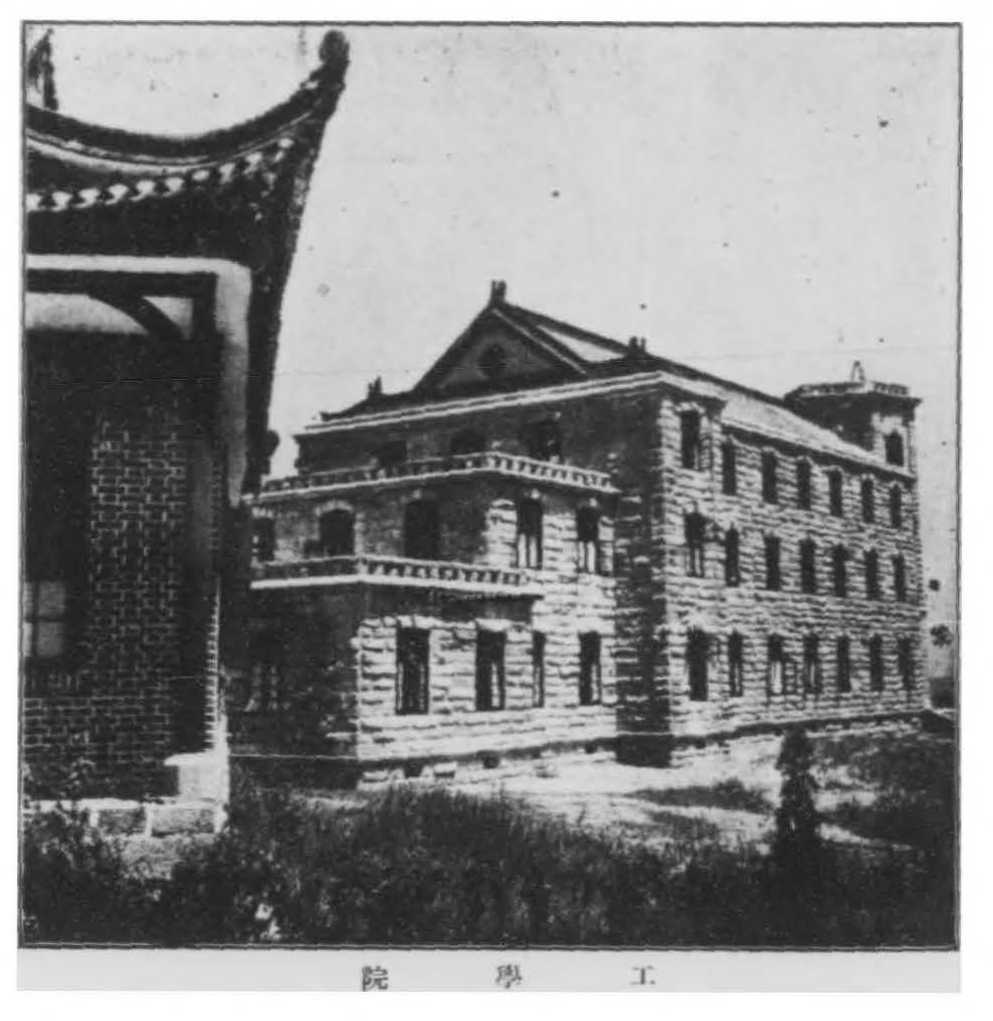
重慶大學工學院
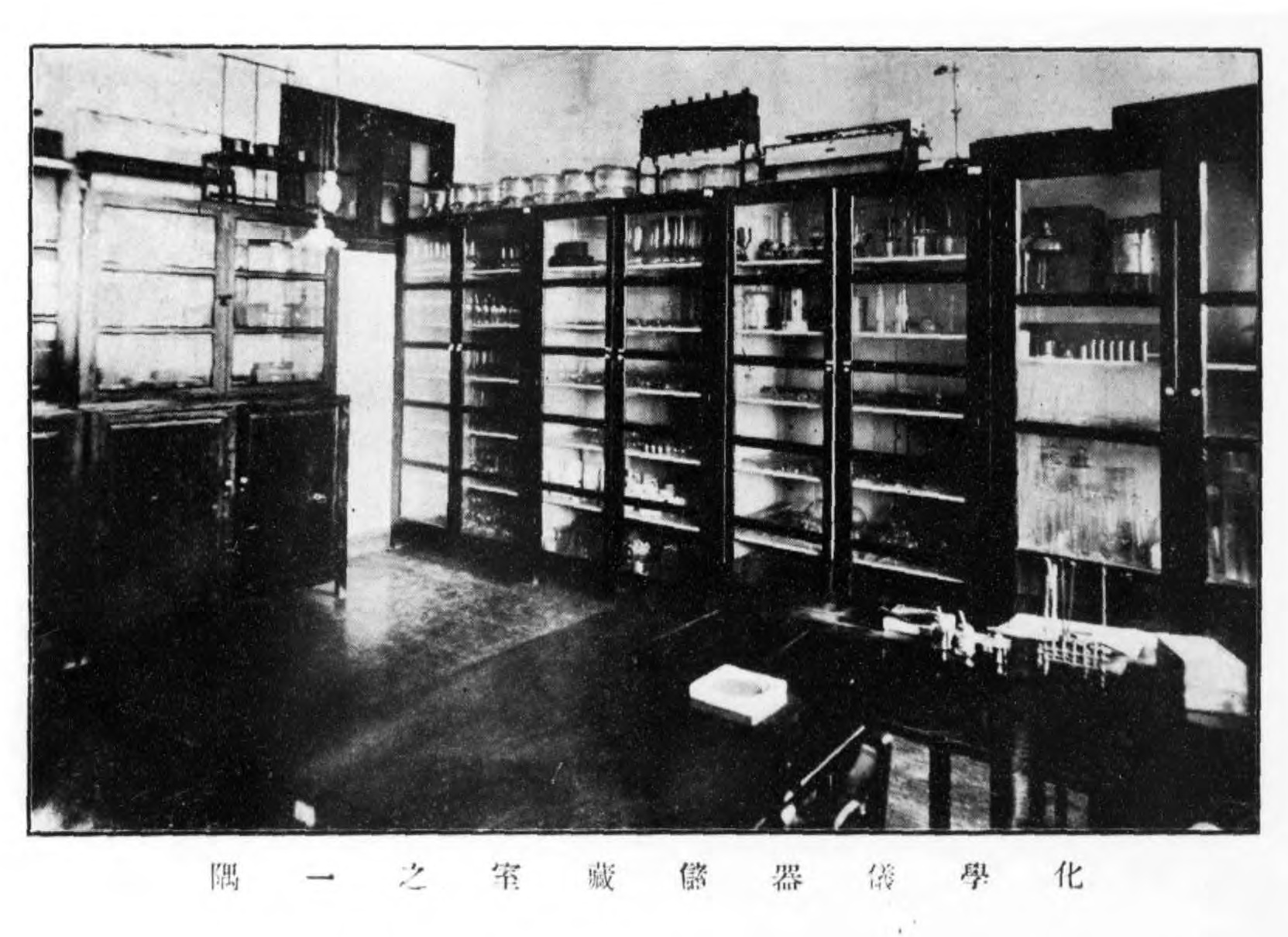
重慶大學化學儀器儲藏室之一隅
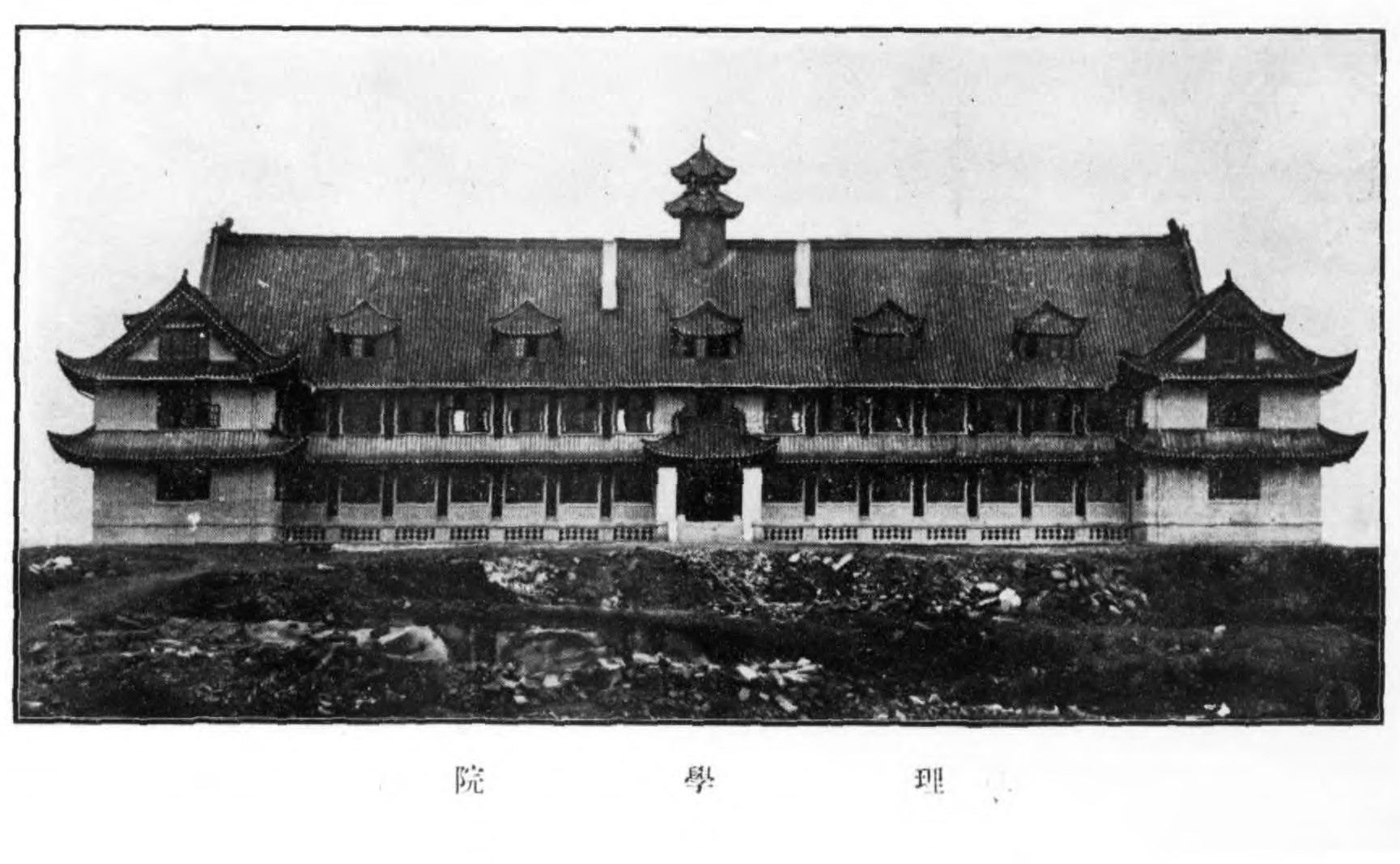
重慶大學理學院
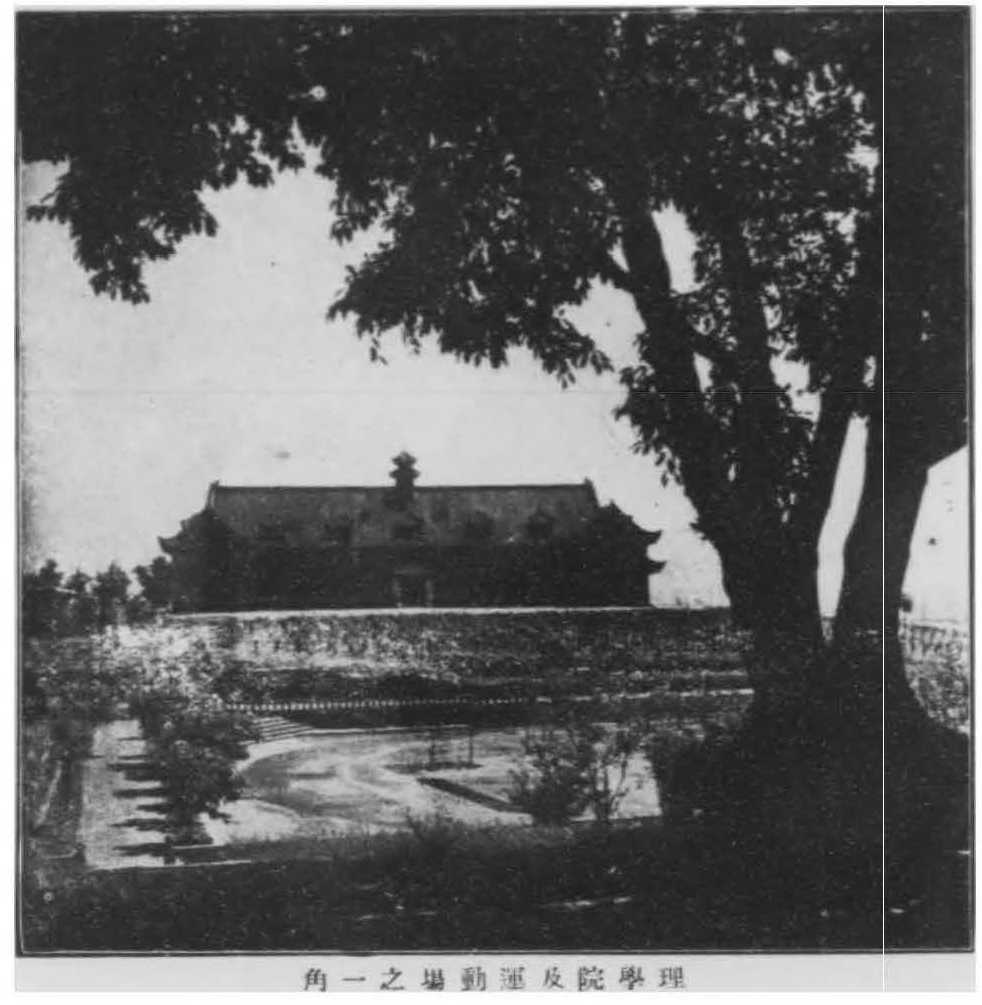
重慶大學理學院及運動場之一角
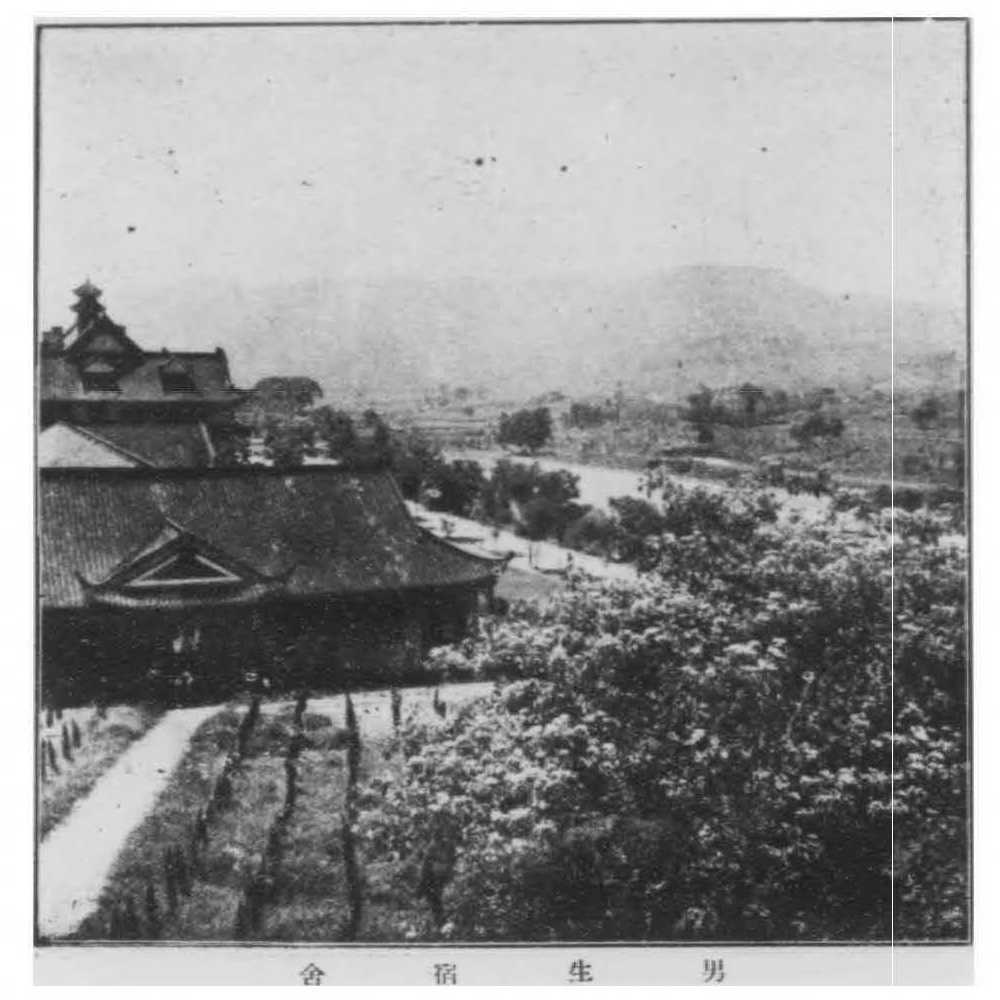
重慶大學男生宿舍
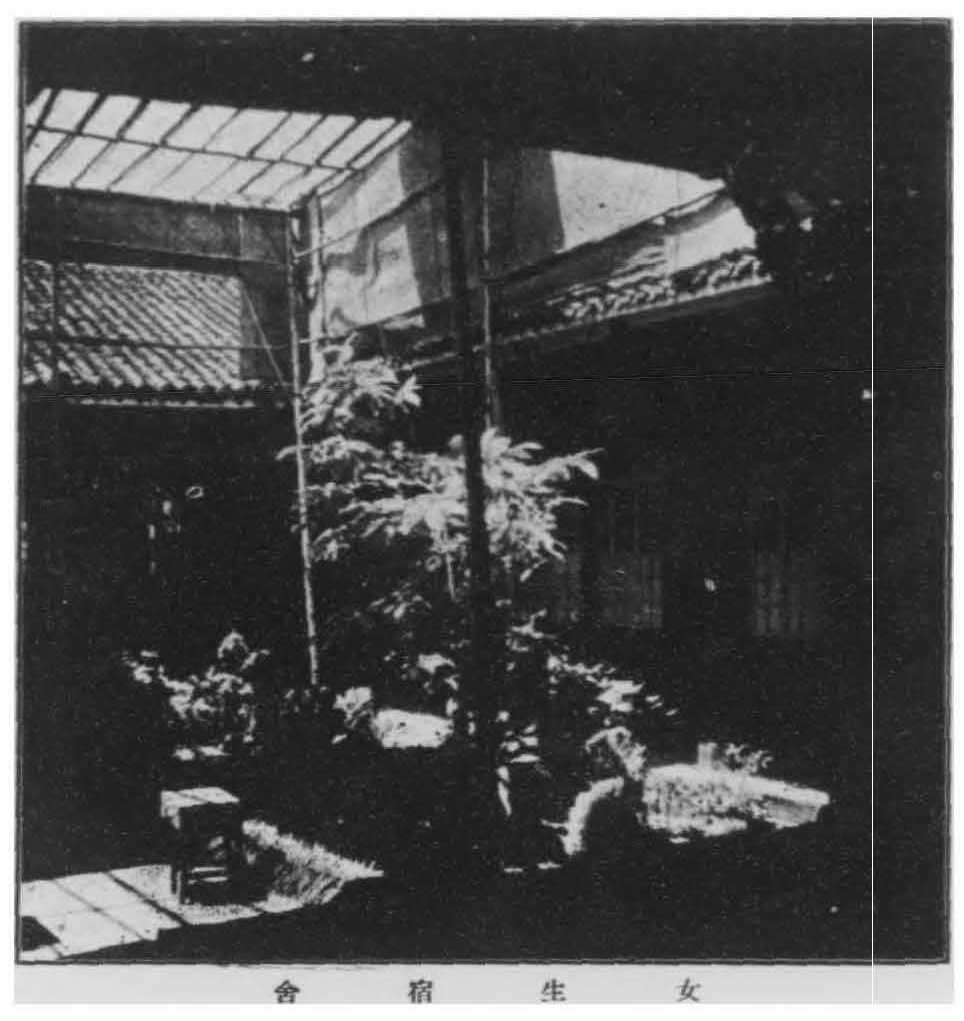
重慶大學女生宿舍
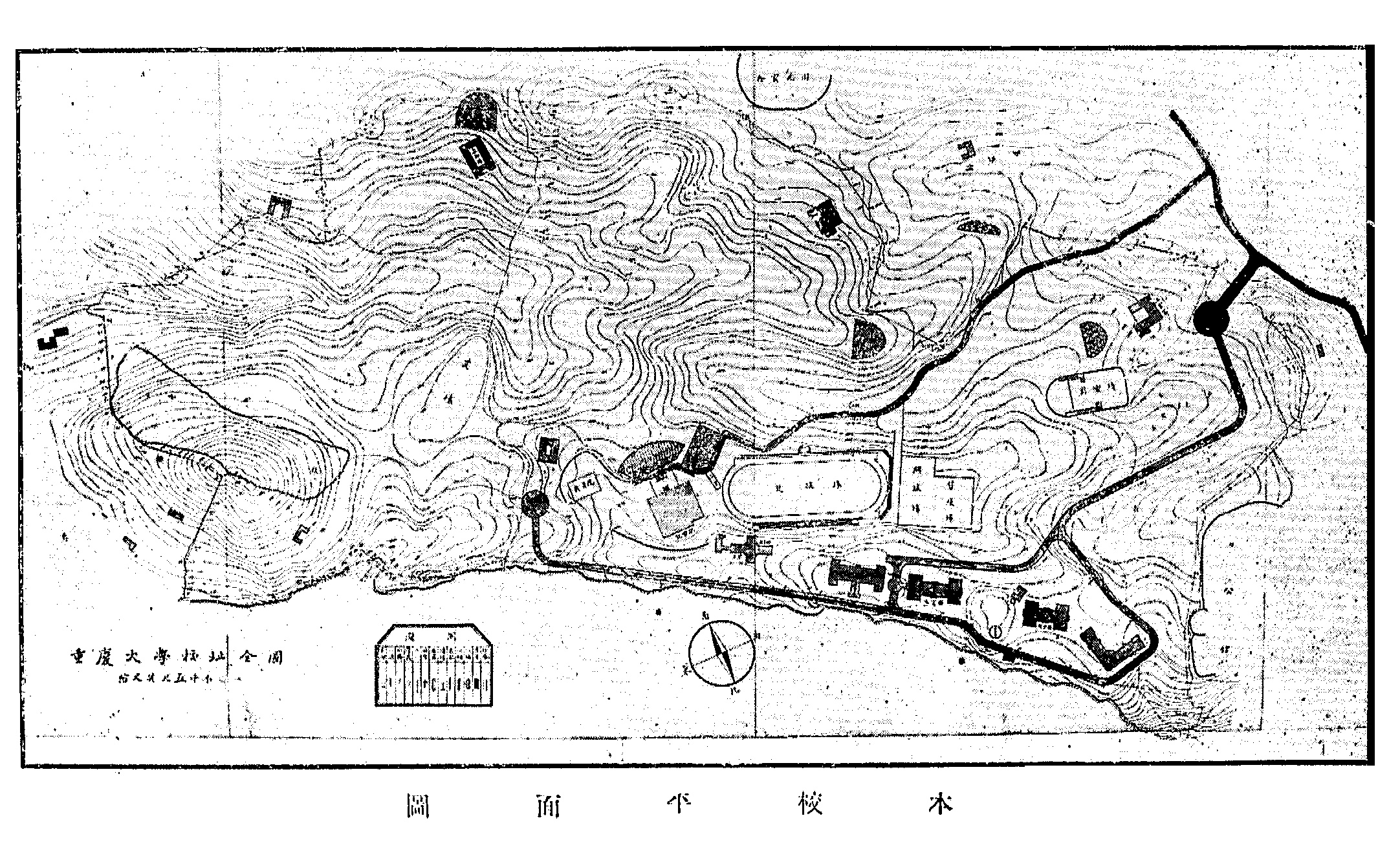
重慶大學平面圖
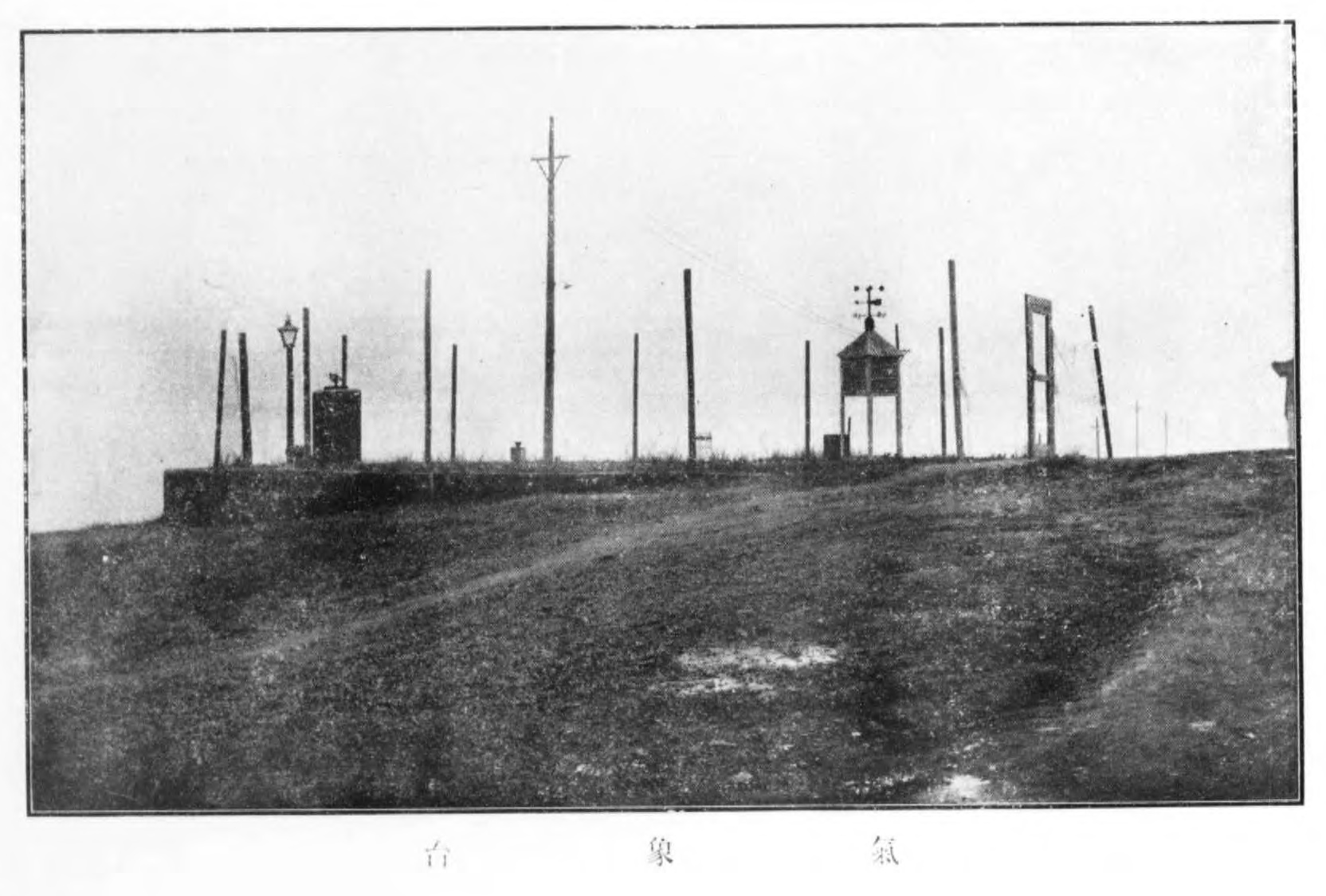
重慶大學氣象台
重慶大學全景
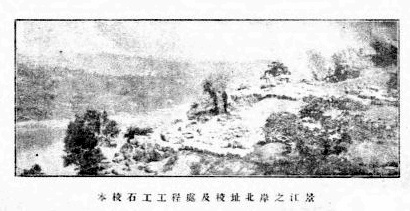
重慶大學石工工程處及校址北岸之江景
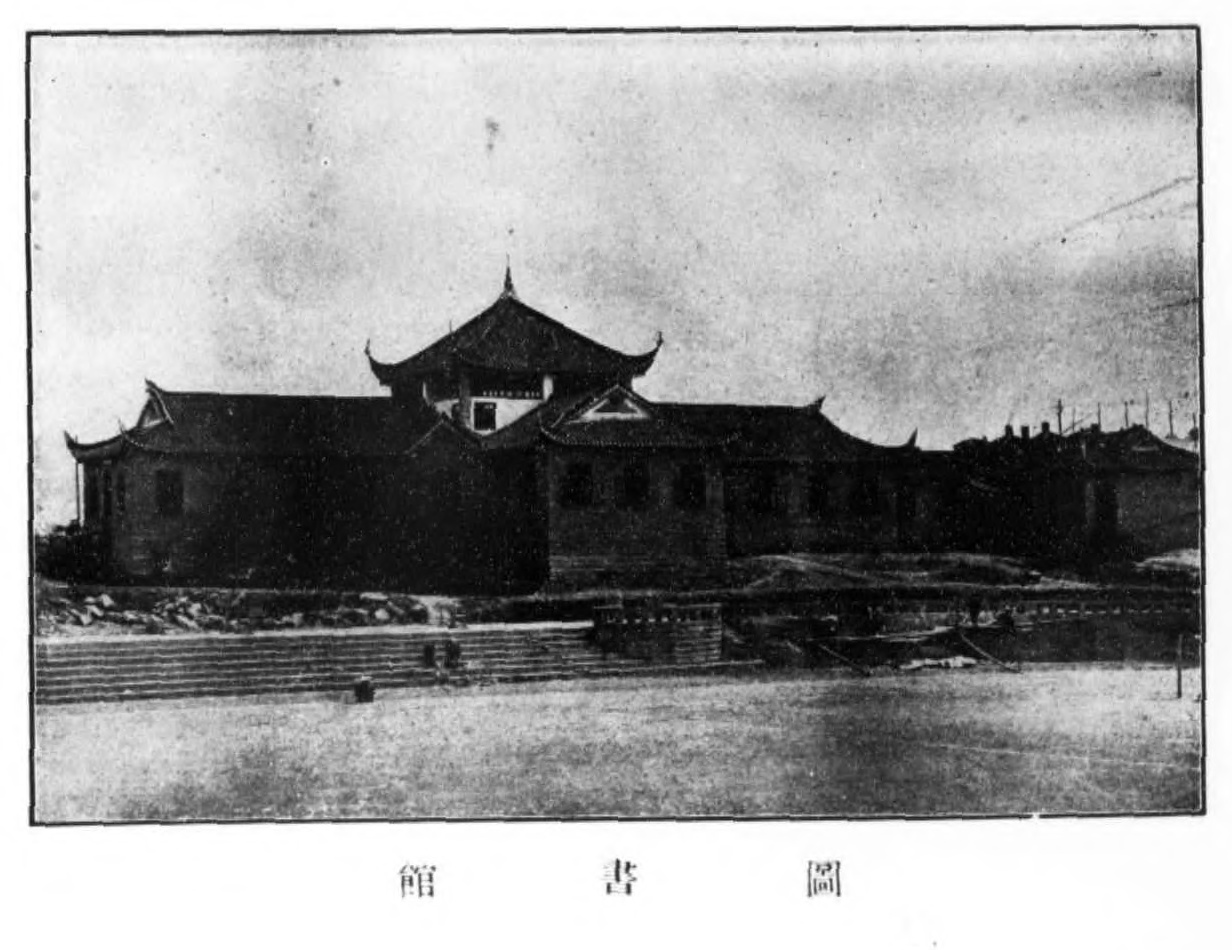
重慶大學圖書館
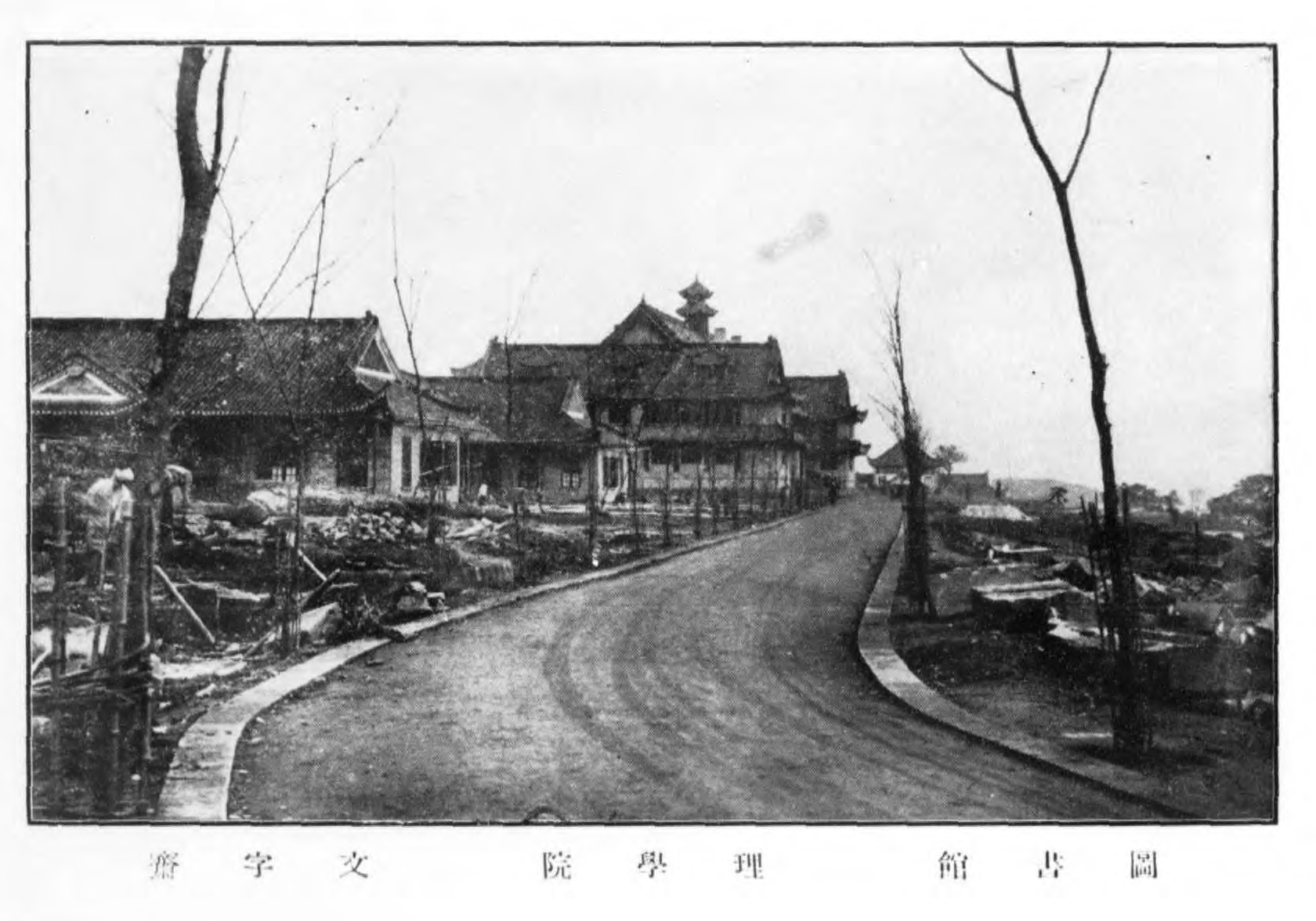
重慶大學圖書館、理學院、文字齋
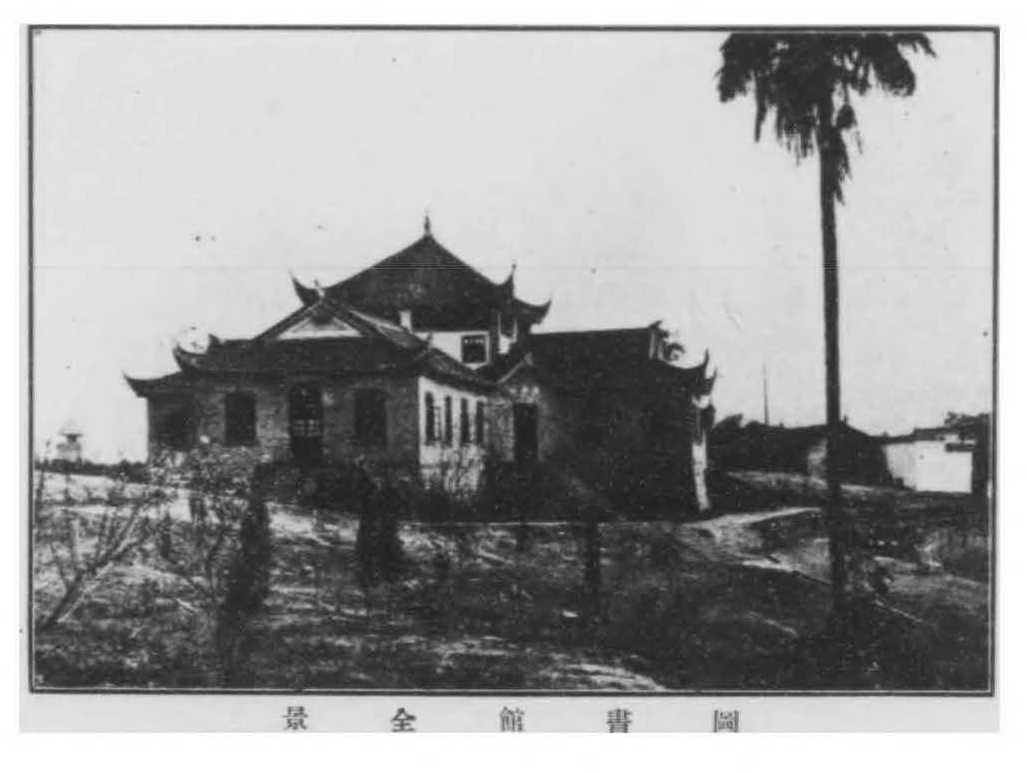
重慶大學圖書館全景
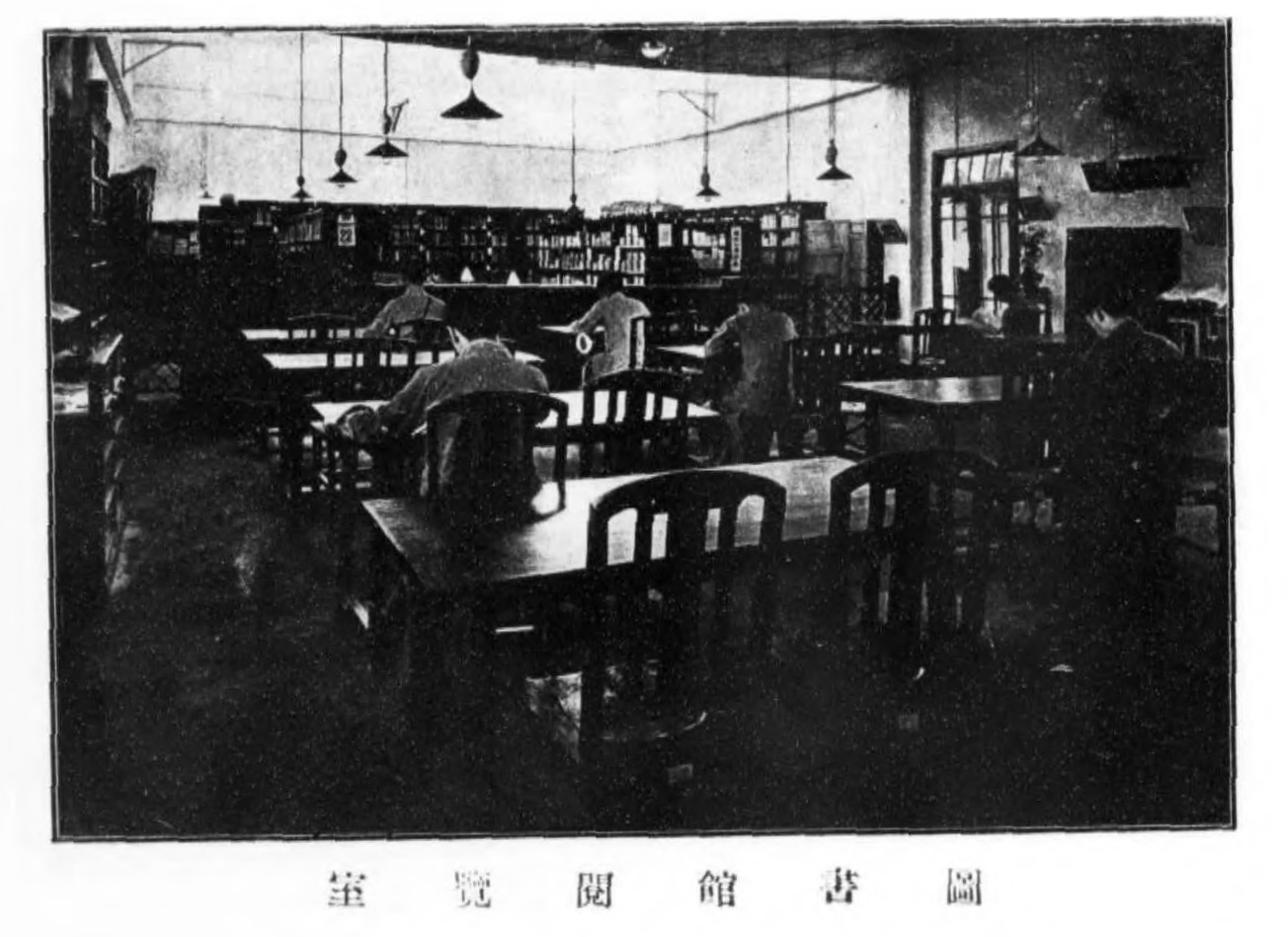
重慶大學圖書館閱覽室
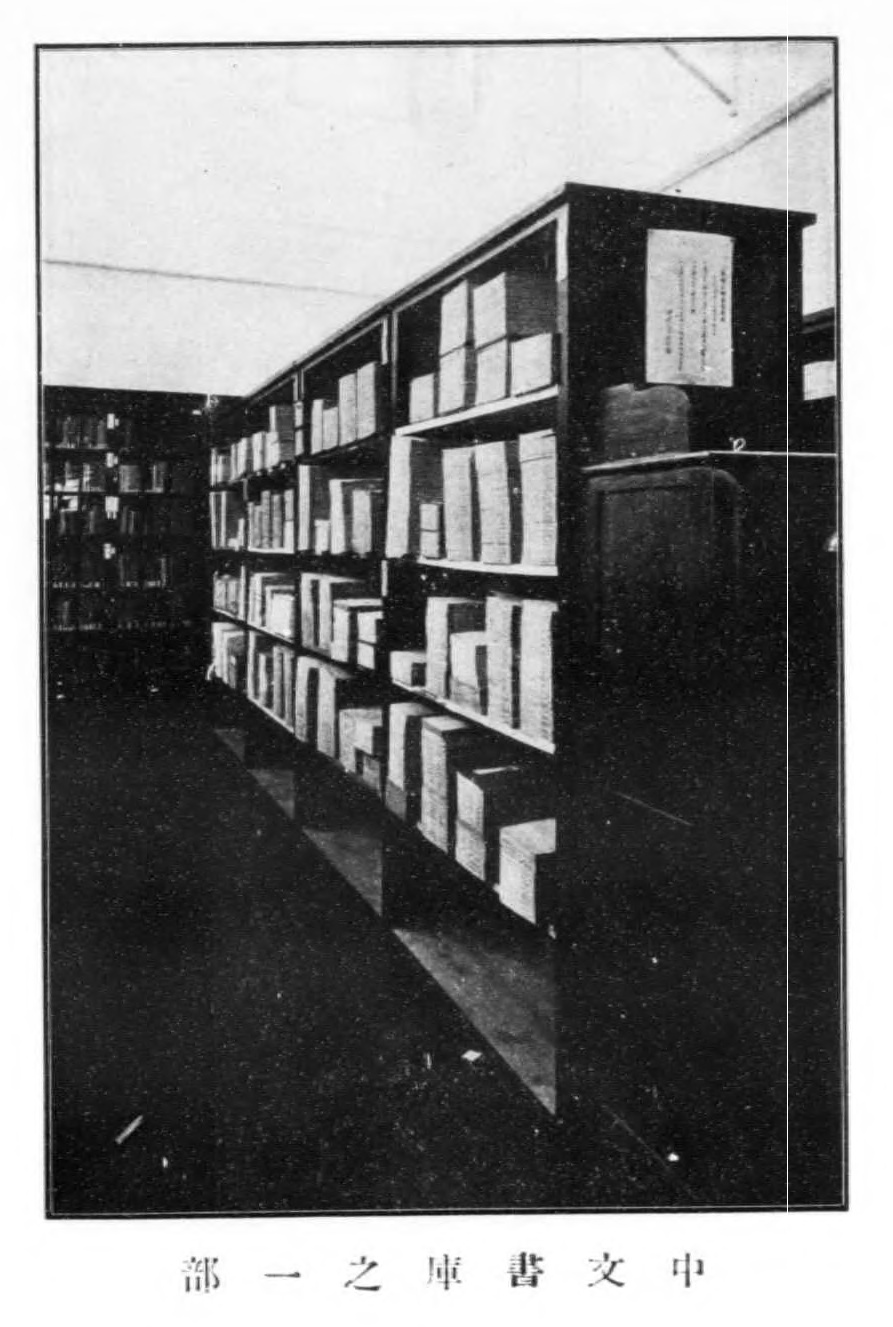
重慶大學圖書館中文書庫之一部
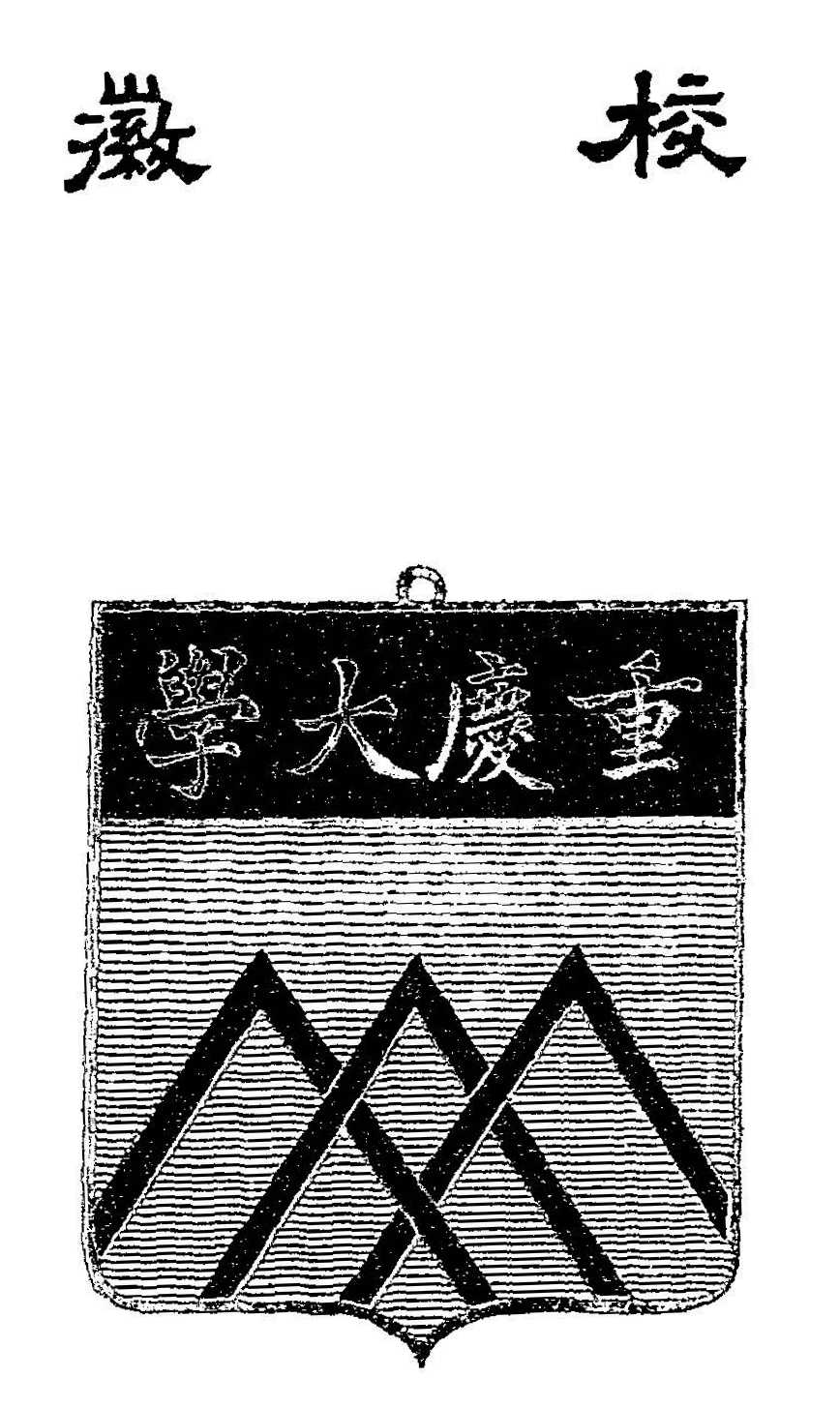
重慶大學校徽
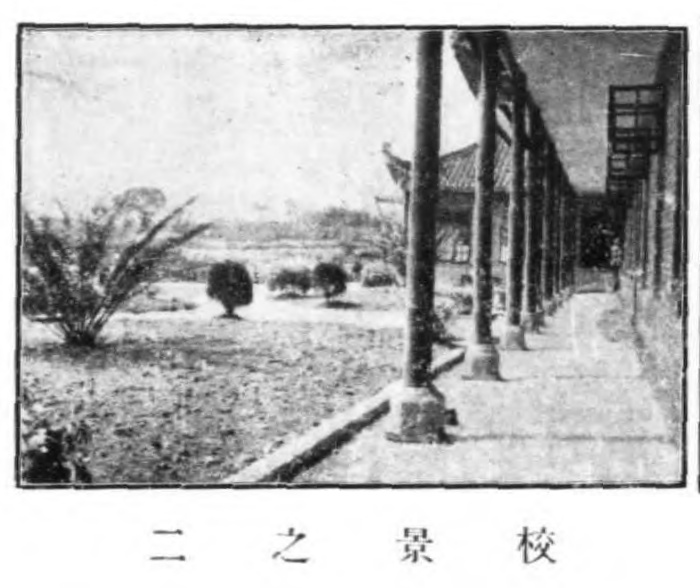
重慶大學校景
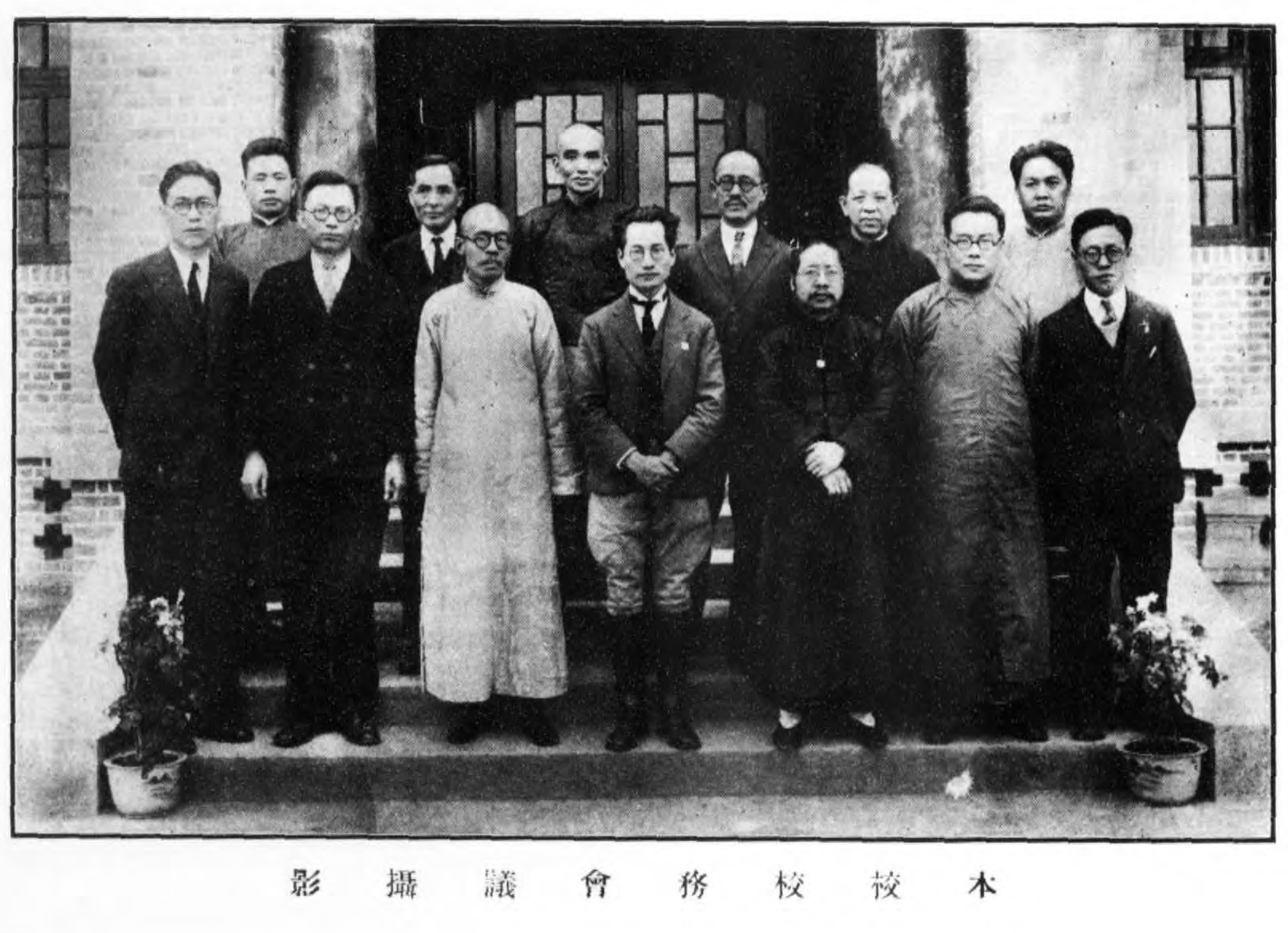
重慶大學校務會議攝影
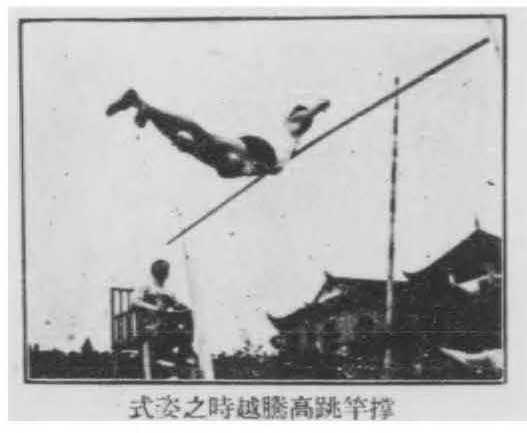
重慶大學運動會撐杆跳高騰越時
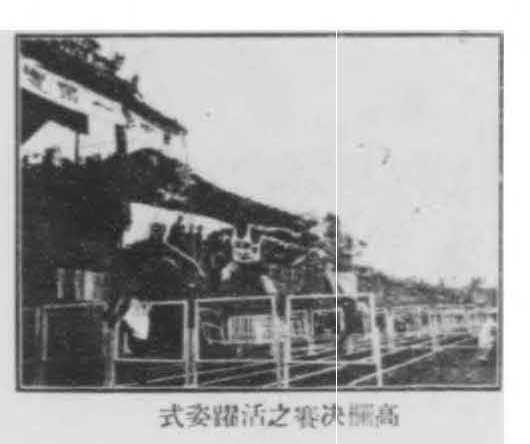
重慶大學運動會高欄決賽
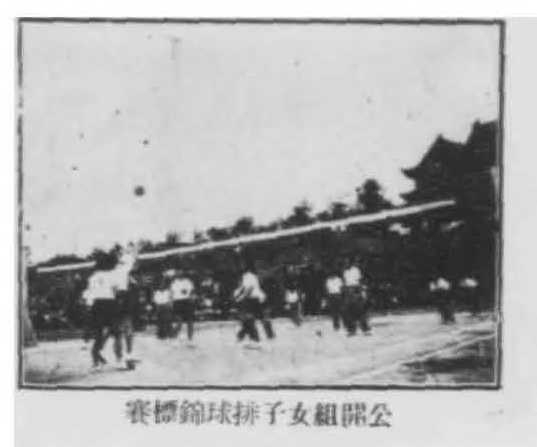
重慶大學運動會公開組女子排球錦標賽
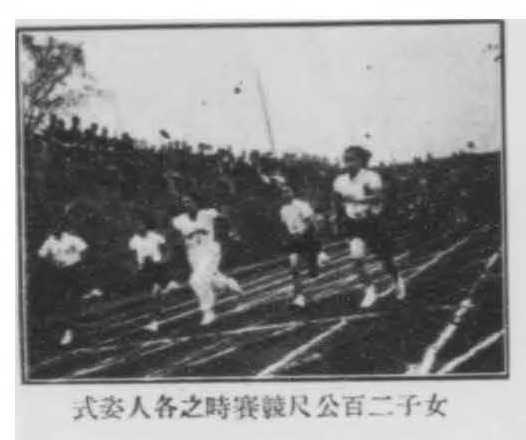
重慶大學運動會女子二百公尺競賽
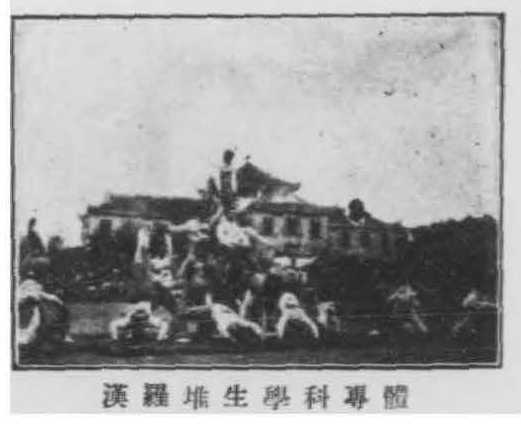
重慶大學運動會體專科學生堆羅漢
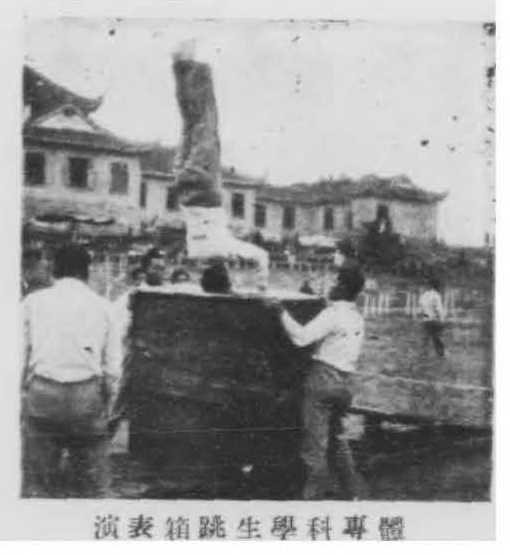
重慶大學運動會體專科學生跳箱表演
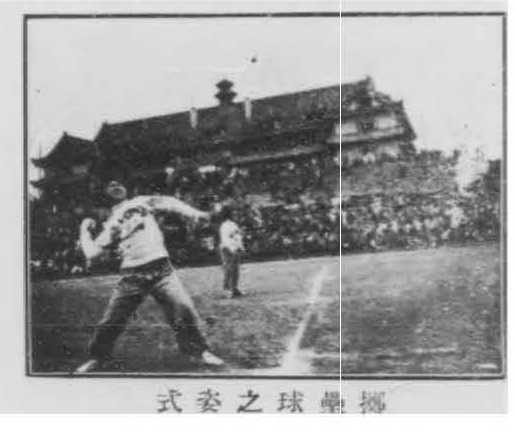
重慶大學運動會擲壘球
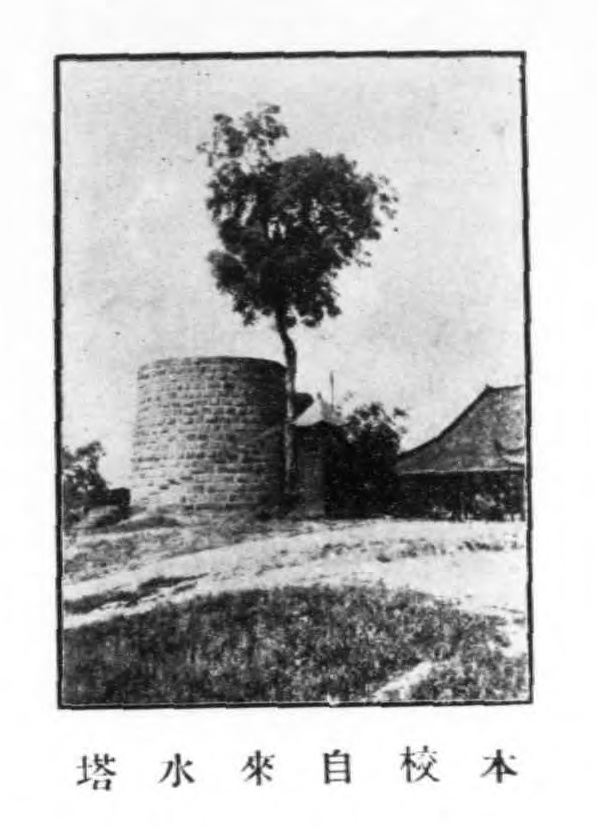
重慶大學自來水塔

## 争议事件

### 刘作华刘培乔父女学术不端事件
2025年5月7日，共青团重庆市委微信公众号“重庆共青团”发布推文，介绍8位在重庆市高等院校和中职院校就读的国家奖学金获得者，其中重庆大学化学化工学院化学工程与工艺专业2021级本科生（大四）、国家奖学金获得者刘培乔的事迹引发了公众关注。推文称，刘培乔曾发表14篇SCI论文（一区5篇，二区9篇），拥有3项国家专利，已收到三所美国名校的录取通知。公开资料显示，刘培乔不是这些论文和专利的第一作者，基本上都是第三或第四作者。中国知网搜索结果显示，刘培乔早在2016年就拥有国家专利，而她那时年仅13岁，还在上初中。与此同时，重庆大学研究生院副院长、化学化工学院教授、博士生导师、国家级高层次人才刘作华的名字频繁出现在刘培乔的合作者中，引起关于学术不端的猜测。与此同时，一篇关于刘某华等人严重学术不端的举报信在网上广泛传播。据知情人士透露，刘培乔是刘作华的女儿，该举报信实际上出现于2022年，已有调查结论，实为论文中图片使用不严谨，不存在学术不端问题。
5月8日，重庆大学就此事成立工作组进行核实。5月10日，重庆大学发布调查结果：刘某乔系该校研究生院副院长刘某华之女，刘某华安排刘某乔参与了其本人部分署名论文和专利的研究工作，存在论文和专利署名不当的学术不端行为。此外，刘某华的论文中还存在图片上传错误等学术不严谨问题。重庆大学决定给予刘某华党内严重警告处分，免去研究生院副院长职务；按相关程序撤销刘某乔获得的国家奖学金等荣誉和奖励。